# A németországi zsidók története

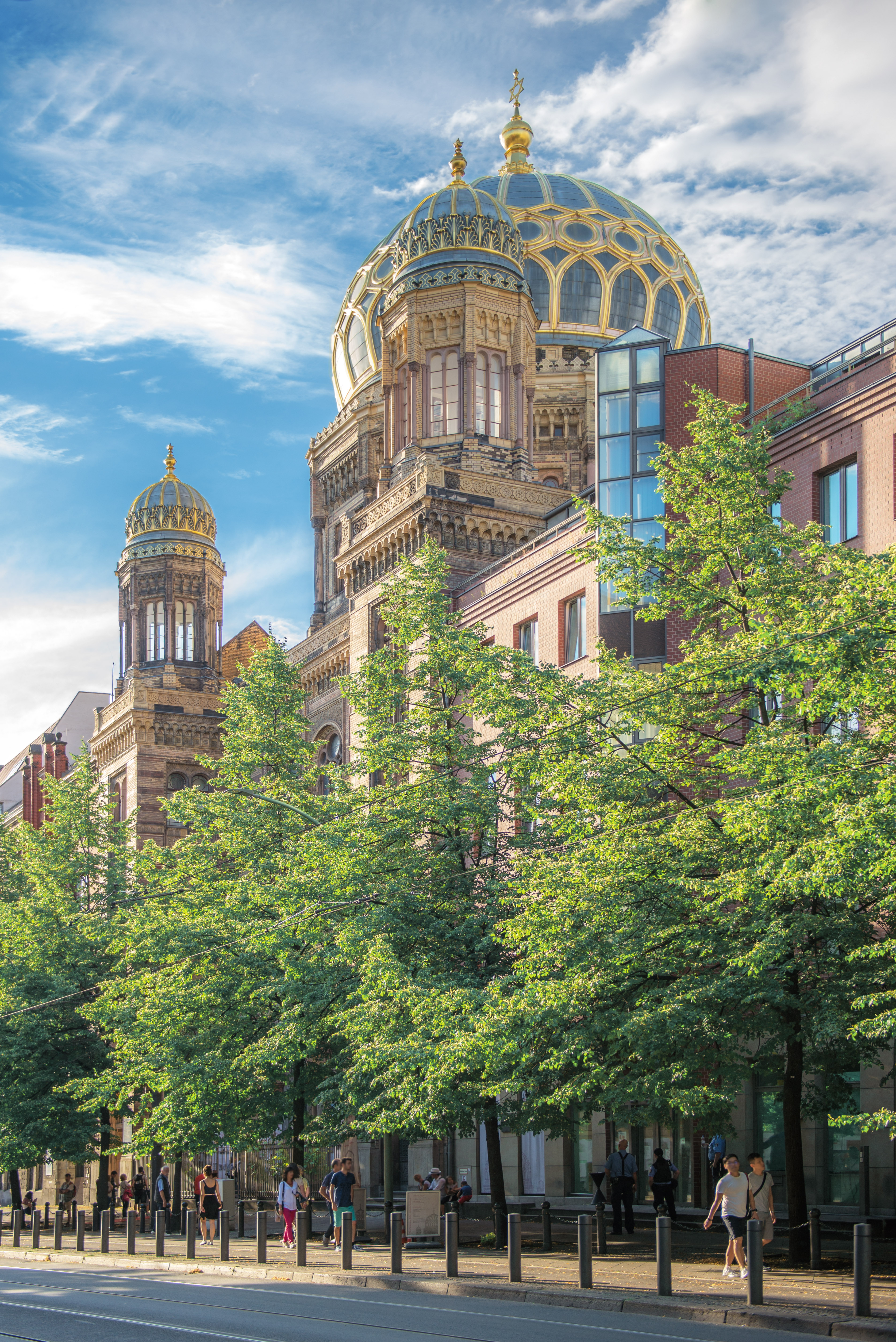
A berlini Új zsinagóga

A németországi zsidók története az egyik etnikai és felekezeti kisebbség története Közép-Európa német nyelvterületén és a korszak függvényében nagyon eltérő módon van dokumentálva. A zsidók a régióban több mint 1700 éve élnek, jelenlétük a  német nyelvterületen ezen évszázadok alatt alig szakadt meg. A ma is használt askenázi kifejezés a 9. században itt alakult ki, és nyelvük, a jiddis is ide köti őket.
A zsidó közösségek Németországban ugyanúgy átélték a tolerancia és virágkor időszakát, ahogyan az antijudaista üldöztetést és az antiszemita erőszakot, ami a 20. században a holokauszthoz vezetett. 1990 óta a legújabb kori német történelmet a kelet-európai és izraeli zsidó állampolgárok új betelepülései is alakítják. Jelenleg a legnagyobb zsidó közösségek Berlinben, Münchenben és Frankfurtban élnek.
A leghíresebb német-zsidó származású történelmi személyiségek közé tartozik többek között Albert Einstein, Else Lasker-Schüler, Heinrich Heine, Felix Mendelssohn Bartholdy, Hannah Arendt, Karl Marx és Bertha Pappenheim.

## Az ókor, a nagy népvándorlás és a Frank Birodalom
Zsidók már az ókorban is éltek Germania Inferior római provincia területén. Egy hivatali tisztség betöltéséhez feltétel volt a vagyon és a személy kellő tekintélye. De még ha a zsidók teljesítették volna is ezeket, a közhivatalhoz való hozzáférést megtagadták tőlük. Vallásukat religio licita (megengedett vallás) néven ismerték el. Ez felmentette őket a császári kultusz alól és attól, hogy a római vallás isteneinek kelljen áldozatot bemutatniuk. Ezekre azonban szükség lett volna a közhivatal betöltéséhez. A késő ókorban a római felső osztály azonban egyre inkább elutasította ezeket a költséges hivatalokat, így a római adminisztráció válságba került. I. Constantinus római császár 321. évi dekrétuma, amelyet Colonia Agrippina (Köln)) városi tanácsa adott ki, és amely lehetővé tette zsidók kinevezését a kúriába, a legkorábbi bizonyíték a kölni zsidó közösség létezésére. A császári rendelet a Codex Theodosianusban olvasható.
Bizonytalan, hogy Köln, Trier, Mainz, Worms és Speyer rajnai városokban voltak-e megszakítás nélkül létező zsidó települések. Lehetséges, hogy egyes zsidó telepek a rómaiak kivonulása és a germán hódítás után is fennmaradtak. Jogi helyzetüket a római korban biztosították, és a zsidók teljes polgárjoggal rendelkeztek. A Rajna germán oldalán és a Dunától északra nem éltek zsidók; legalábbis történelmileg nem bizonyítható, hogy az ókorban ott laktak volna. A folyamatos letelepedés valószínűleg csak a Liudolf-ház fennállása alatt kezdődött.
Az, hogy a népvándorlás után a zsidók hogyan kerültek a Rajna jobb oldalára és a Dunától északra fekvő területekre, máig nagyrészt felderítetlen. Csak az utóbbi években vizsgálták a Heidelbergben létrehozott, a zsidóság történetét kutató levéltárban. A Keleti Frank Királyság területén a korábban római földön élő zsidó közösségek léte bizonyítható. Az első név szerint ismert zsidó Nagy Károly császár udvarában Isaak nagykereskedő volt, akit a császár 797 és 802 között egy küldöttségben Bagdadba inditott Hárún ar-Rasíd kalifához, ahonnan egy Abúl-Abbász nevű elefántot hozott magával. 825 körül I. Lajos frank császár kiváltságokat adott, amelyekben többek között a zsidók tevékenységét szabályozták a Csehország és Hispania közötti rabszolga-kereskedelemben. Agobard lyoni érsek azonban fellépett a zsidóság ellen, ellenezve kapott jogaikat.

## Középkor

### Virágzás a kora középkorban

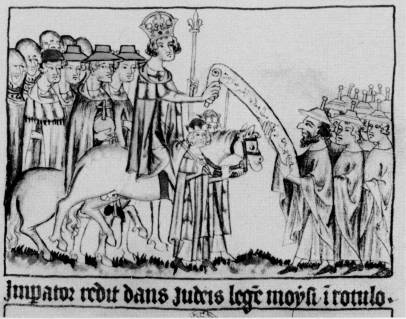
VII. Henrik zsidókkal Rómában 1312-ben

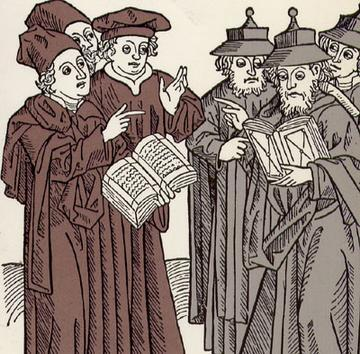
Keresztény és zsidó skolasztikusok disputa közben (fametszet, 1483)

A 10. és 11. században a zsidók száma megnégyszereződött, és elérte a 20 000 főt. A 10–11. században a zsidó kereskedők Itáliából és a mai Dél-Franciaország területéről vándoroltak be a rajnai városokba. Az ottani zsidó közösségek ekkor fénykorukat élték. A 10. század végén a keletebbre fekvő Magdeburg és Merseburg irányába mentek tovább. Mindenütt nagyon kedvező kiváltságokat kaptak a Liudolf- és a Száli-ház uralkodóitól (pl. IV. Henrik német-római császár), akik használták gazdasági erejüket. A rajnai délnémet területet héberül Aschkenasnak hívták, amely elnevezést hamarosan az egész német nyelvterületre kiterjesztettek. A SchUM-városokban (Worms, Mainz, Speyer) és Regensburgban magas szintű zsidó tanulmányokat folytattak. Rási (1040–1105) talmudtudós Mainzban és Wormsban fejezte be tanulmányait, mielőtt visszatért volna Troyes-ba. A Speyerbe befogadott zsidók 1084-ben kapott püspöki kiváltságát IV. Henrik császár a wormsi zsidók számára is megadta 1090-ben, majd 1157-ben I. Frigyes német császár számára is példaként szolgált. Az első zsinagógákat 1012-ben Kölnben, 1034-ben Wormsban és 1066-ban Trierben építették, és mellettük hamarosan iskolákat és jesivákat emeltek. Zsidó temetőket is létesítettek. A legrégebbi ezek közül a wormsi Szent Homok (Heiliger Sand). A zsidó negyedek (Judengasse) sem elsősorban kényszerből jöttek létre, mint inkább gyakorlati okokból (szombati törvény, mikve). A keresztény hatóságok eltűrték, hogy önkormányzatot (kehillah) hozzanak létre, amely gondoskodott az adókról, az istentiszteletről és az iskolákról, és rendeleteket is adhatott ki. A zsidó kereskedőcsaládok kapcsolatokat létesítettek egész Itáliáig és azon túl is. A 12. században a zsidók egyre nagyobb arányban vettek részt a hitelüzletben annak eredményeképpen, hogy a keresztények számára ez korlátozva volt. Zsidó gazdapolgárok és iparosok is ismertek, de nem léptek be a keresztény céhekbe. A zsidók és környezetük közötti viszony nyugodt volt, az egyes „védelmezett zsidók” (Schutzjude) vagy egész közösségek rendelkeztek a király védleveleivel, amelyeket azonban általában csak jelentős, többnyire pénzügyi jellegű ellenszolgáltatásért adtak ki, és bármikor visszavonhatták magyarázat nélkül.

### Üldöztetések és egy előjog kidolgozása
Ez a nyugodt légkör megváltozott a zsidó közösségek elleni pogromok után, amelyek 1096-tól, a II. Orbán pápa idején zajló első keresztes hadjárat során történtek. A keresztes hadjáratok kezdetén alig több mint egy tucat zsidó közösség volt a birodalomban. A rajnai városokban élő zsidók nem számíthattak elegendő védelemre a keresztesek ellen olyan püspöki városvezetők uralma alatt, mint Rothenburgi Egilbert trieri püspök. Sokan az öngyilkosságot választották a kényszerű kikeresztelkedés helyett. Az 1103-ban kötött I. mainzi béke értelmében a zsidóktól többek között megtagadták a fegyverviselés jogát. Ekkoriban kiszolgáltatott csoportot alkottak, kisebb polgári jogokkal. Kialakult a kamaraszolgaság (1236-ban a fuldai zsidóper után), amely a zsidókat II. Frigyes császár kamarai szolgáiként határozta meg. Bár ez garantálta számukra az élet és a tulajdon védelmét, valamint az autonóm joghatóságot a zsidóság belső ügyeiben, de a személyes szabadság elvesztésével és a különadók terhével járt együtt. Ez különleges jogot teremtett egy korlátozott kisebbség számára. A császár a szolgaságból származó jövedelem egy részét császári fejedelmeknek vagy városoknak adta. Ebben az időszakban a zsidók kevésbé az árukereskedelemből, mint inkább kisebb kölcsönügyletekből éltek, de voltak köztük orvosok is. Megengedték nekik, hogy keresztény szolgákat, sőt rabszolgákat tartsanak. Trimbergi Süßkind zsidóként a középfelnémet lovagköltők közé tartozott. Ugyanakkor radikalizálódott az egyház hozzáállása a zsidókhoz, amit például az 1215-es negyedik lateráni zsinat fejezett ki. A zsinat előírta a zsidók megjelölését (zsidó kalap/sárga folt), amit azonban csak a 14–15. században juttattak érvényre, illetve (bibliai törvény alapján) betiltotta a keresztényeknek a kamatra történő kölcsönadást, amit a clunyi reformok során engedélyeztek. A befolyásos Regensburgi Berthold ferences rendi szerzetes a prédikációiban felvetette a zsidók mint Krisztus gyilkosainak gondolatát. A Schwabenspiegel (jogi kódex) 1275 körül már a keresztények és a zsidók szigorúbb elválasztására szólított fel a mindennapi életben, de ez csak 1350-ben vált általánossá. A rituális gyilkosság vádjai először a laudai és a fuldai zsidókat illették 1234/1235-ben. II. Frigyes császár szembeszállt a rituális gyilkosságok legendáival. Ugyanakkor felmerült az Oltáriszentség (megszentelt ostya) meggyalázásának vádja. 1298-ban feldühödött emberek csoportja Rintfleisch vezetésével több mint 140 közösséget pusztított el közép-és délnémet nyelvterületen. 1336–1339 között az Armlederbanden szerveződés (parasztok és városiak) áthaladt Frankföldön és Elzászon, és 5000 zsidót öltek meg. Colmar egész zsidó lakosságát kiirtották.

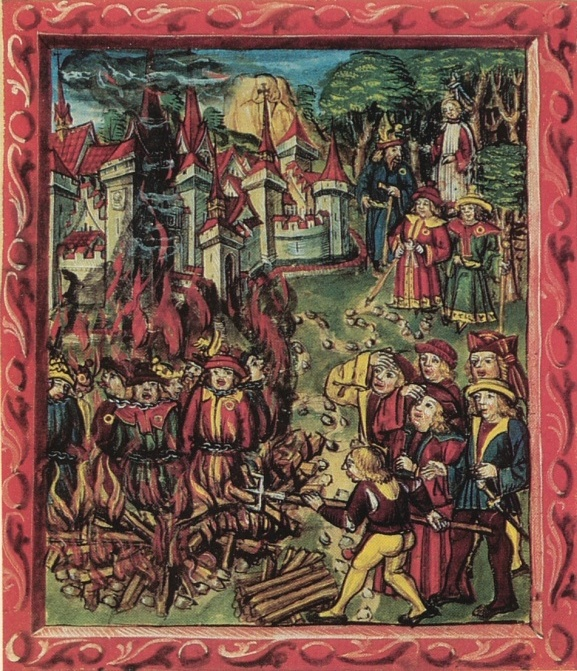
Zsidók megégetése a Német-római Birodalomban, egy középkori kézirat ábrázolása (Luzerni Egyetemi Könyvtár)

Az 1350 körüli nagy pestisjárványt kísérő pogromok jelentős fordulópontot jelentettek, amelyek 1348-ban Svájcban kezdődtek, ahol kútmérgezéssel vádolták meg a zsidókat. A zsidók által lakott 350 város közül 85-ben történtek gyilkosságok (pl. 1349-ben Strasbourgban) és a zsidókat szinte mindenhonnan elűzték. Elzászban 29 helyen, az összes zsidó település feléből, míg Közép-Rajnában a 133 település közül 85-ből tüntették el őket. A hanyatlásuk számos anyagi előnyt hozott, leginkább IV. Károly császár részére. A zsidókat csak rosszabb feltételekkel fogadták be újra, mert a fejedelmeknek és a városoknak végül szükségük volt rájuk. Ott-tartózkodásuk azonban csak néhány évre korlátozódott, és a meghosszabbítás nem volt mindig magától értetődő. Ezek a befogadási privilégiumok már nem vonatkoztak egész közösségekre, hanem csak egyes egyénekre és a családjukra (úgynevezett egyéni privilégiumok). További adókat vetettek ki, például az „arany áldozati fillért” (lásd gyóntatópénz). Ezenkívül megkezdődött az emigráció a Lengyel–Litván Unió területére, ahol a jiddis keveréknyelvként jelent meg a középnémet, héber és szláv nyelvek elegyítéséből. A zsidókat 1349-ben Erfurtból is kiűzték. 1094-ből itt maradt fenn Európa legrégebbi zsinagógája. 1998-ban 28 kilogrammnyi, 13-14. századi zsidó kincset találtak a zsinagóga közelében.
A zsidó pénzkölcsönzőkkel szembeni ellenségeskedés többször is zavargásokhoz vezetett, amelyek áldozatai elsősorban zsidó lakosok voltak. A késő középkori és kora újkori társadalomban a zsidó üzletembereket kívülálló szerepbe szorították, mert egyrészt nem férhettek hozzá céhekhez és így elismert kézműves foglalkozásokhoz, másrészt viszont nem vonatkozott rájuk a kamattilalom. Sok eladósodott ember számára nyomasztó volt az adósság. A kamat és törlesztés összekapcsolódott az irigységgel és ez ellenségeskedést szült, amelyet aztán általánosítottak a teljes zsidó lakosságra, és kegyetlen pogromokhoz vezetett. A „zsidó uzsora” iránti gyűlölet gyakran túlszárnyalta a papságét és a nemességét. 1385/1390-ben IV. Vencel cseh király végrehajtotta a „zsidó-adósságtörlesztést”, amely tehermentesítette a városokat és a fejedelmeket. Zsigmond császár a konstanzi zsinat és a bázeli zsinat költségeit rótta a zsidókra. Az első keresztény bankokat azért is hozták létre, mert a kamattilalmat már nem tartották be. Végül sok zsidó pénzkölcsönzőnek fel kellett adnia tevékenységét és el kellett vándorolnia. Az esetek többségében azonban csak a tehetősebb zsidók engedhették meg maguknak az elvándorlást, amely egyrészt a Birodalom számára jelentős pénzforrás vesztés volt, másrészt a megmaradt zsidók elszegényedéséhez vezetett.
Mindig találtak okot az újabb gyilkosságokra és kiutasításokra. A huszita háborúk idején Ausztriában, Csehországban, Morvaországban és Sziléziában is üldözték a zsidókat. 1419-ben a trieri kolostorból száz évre, 1424-ben Kölnből (1798-ig), 1431-ben Konstanzból, 1434-ben Würzburgból, 1435-ben Speyerből, 1442-ben Münchenből és egész Felső-Bajorországból, 1473-ból Mainzból, 1499-ben Nürnbergből és Ulmból, valamint 1519-ben Regensburgból véglegesen kiutasították őket. Kapisztrán Szent János prédikációi 1453-ban előidézték Breslauban 41 áldozat megégetését. Kapisztrán prédikált Erfurtban is, ahol a tanács 1453-ban beszüntette a zsidók védelmét.
1492-ben 27 zsidó halt máglyahalált a sternbergi pogromban. Ugyanebben az évben az összes zsidót kiűzték Mecklenburgból. Ennek eredményeként a Mecklenburgon kívüli zsidó önkormányzatok (kehillák) „kiátkozták” a területet. Ez megtiltotta a zsidóknak a Mecklenburgban való letelepedést. Csak a 18. század elején vesztette el a tilalom a hatályát, és zsidó családok ismét elkezdtek letelepedni Mecklenburgban.
1510. július 19-én 38 zsidót égettek meg egy nagy állványzaton Berlinben ostyamegszentségtelenítés vádjaval, két másik zsidót – akik áttértek a kereszténységre – lefejeztek. Az ostya meggyalázása mellett gyermekgyilkossággal is megvádolták őket; ennek oka a knoblauchi templomba való betörés, valamint az aranyozott monstrancia és benne két megszentelt ostya ellopása volt.
1520-ra a zsidókat nagyrészt elűzték a nagyvárosokból. A területileg széttagolt birodalom azonban gyakran menedéket kínált a közeleső kis hercegségben a zsidók számára, akik hamarosan elkezdtek visszavándorolni. A zsidók időnként csavargóként és koldusként éltek az erdőkben. Frankfurt am Mainban és Wormsban gettókat hozták létre. A kolduló szerzetesek prédikációi zsidóellenes eszméket terjesztettek, pl. Trentói Simon állítólagos rituális meggyilkolásáról. A papír- és könyvnyomtatásnak köszönhetően elterjedt azt a kép, hogy egy disznó („Judensau”) a zsidók anyja. A regensburgi közösség 1519-es megszűnése után sok zsidó a vándorlást vagy a városokban való ideiglenes tartózkodást választotta. Új zsidó központok jöttek létre Csehországban, Lengyelországban és Kelet-Európában.

## A korai újkor

### V. Károly és a „Nagy Speyeri Zsidóprivilégium” 1544
A humanisták közül Johannes Reuchlin volt az egyetlen, aki megvédte a zsidókat, amikor Johannes Pfefferkornnal folytatott vitájában elutasította a Talmud kért elégetését. A humanista tanulmányok közé beépítette a héber nyelvet. Rosheimi Josel elérte V. Károly német-római császárnál, hogy a zsidók új védleveleket kapjanak, és 1530-ban az augsburgi országgyűlésen megvédte őket a megtért Antonius Margaritha kitalált támadásai ellen.
Az 1544-es speyeri országgyűlésen a birodalom zsidói panaszkodtak V. Károly német-római császárnak, hogy rosszul bánnak velük, és megtagadják jogaikat. A zsidók jogainak fokozódó figyelmen kívül hagyásának kiváltó okai többek között Luther Márton 1543-ból származó zsidóellenes írásai voltak.
V. Károly császár ezért megújította a zsidók védelmét és megerősítette kiváltságaikat. A továbbiakban senkinek nem volt joga bezárni az iskoláikat és zsinagógáikat, kiűzni őket vagy megakadályozni azok használatát. Bárkit, aki az országban kikiáltott birodalmi békét megsértve bántalmazta vagy kifosztotta a zsidókat, a hatóságnak meg kellett büntetnie. Minden zsidónak joga volt a birodalomban dolgozni, és nem terhelhették őket többé vámokkal vagy illetékekkel. A zsidóknak nem volt kötelező lakóhelyükön kívül „zsidó jeleket” viselniük, és egyetlen zsidót sem szabadott a császár kifejezett beleegyezése nélkül kiutasítani lakóhelyéről. Megtiltották, hogy zsidókat a megfelelő bizonyítékok és tanúk nélkül keresztény vér felhasználásával vádolják, illetve emiatt letartóztassák, kínozzák vagy kivégezzék őket, mert ezt a gyanúsítást a pápák már elutasították, és II. Frigyes császár deklarációja tiltotta. Ahol ilyen vádakat emeltek, azokat a császár elé kellett terjeszteni. Aki ezt a privilégiumot megsértette, azt 50 márka színtiszta arany megfizetésére büntették, amelynek egyik felét a császári udvari kamarának, másik felét pedig a megkárosított zsidó közösségnek kellett eljuttatni.

### A harmincéves háború előtt és után
1600 körül körülbelül 8-10 000 zsidó élt Németországban, közülük körülbelül 3000 fő Frankfurt am Mainban. A zsidó bevándorlás új időszakában olyan városokban és területeken telepedtek le, ahonnan korábban elűzték őket. Ettől az időtől kezdve a zsidók egészen az emancipációig regionális szervezetekbe (Landesjudenschaft) tömörültek, amelyek egy területen belül az összes zsidó lakost egy szövetségbe vonták, s ezek autonóm módon kezelték a zsidó ügyeket, például az adóelosztást és a joghatóságot. Az országos szintű együttműködési kísérlet kudarcot vallott az úgynevezett frankfurti rabbi-összeesküvés következtében. Sajátságos volt a portugál zsidók (szefárdok) betelepítése a kereskedelemmel foglalkozó Hamburgba 1600 körül, miközben az ottani német zsidóknak Altonába kellett költözniük. Annak ellenére, hogy Luther Márton erősítette a német evangélikusok zsidóellenességét, a keresztények és a zsidók kapcsolata javult. A zsidók legkevésbé rosszul a katolikus szellemi területeken és néhány császári városban éltek. Vidéken a zsidók számára jövedelmi forrásként szolgált, hogy kisebb összegeket kölcsönöztek gazdák számára, de ez többször is a „zsidó uzsora” vádjához vezetett. A városokban a céhpolgárok gyakran antiszemiták voltak, 1614-ben Frankfurt am Mainban Vincenz Fettmilch mézeskalácssütő vezetésével megtámadták a gettót és fosztogatni kezdtek. Olykor a zsidók fontos tisztségeket tölthettek be a fejedelmi udvarokban. De az ezzel kapcsolatos biztonság „udvari zsidóként” továbbra is ingatag maradt, különösen akkor, amikor új uralkodó lépett a trónra. János György brandenburgi választófejedelem 1578. január 28-án felnégyeltette apja, II. Joachim, egykori zsidó udvari finanszírozóját, a prágai Lippold pénzverde mestert. A kivégzés boszorkányság és varázslás vádjával történt, amelyet azért indítottak, mert János György az intenzív keresés ellenére sem talált szabálytalanságot. A társadalmi ranglétra alján vándor rablóbandák voltak, amik részben vagy egészben elszegényedett zsidókból álltak, sajátos társadalmi struktúrával rendelkeztek, és a „rotwelsch” nyelvet használták az egymás közti kommunikációra.

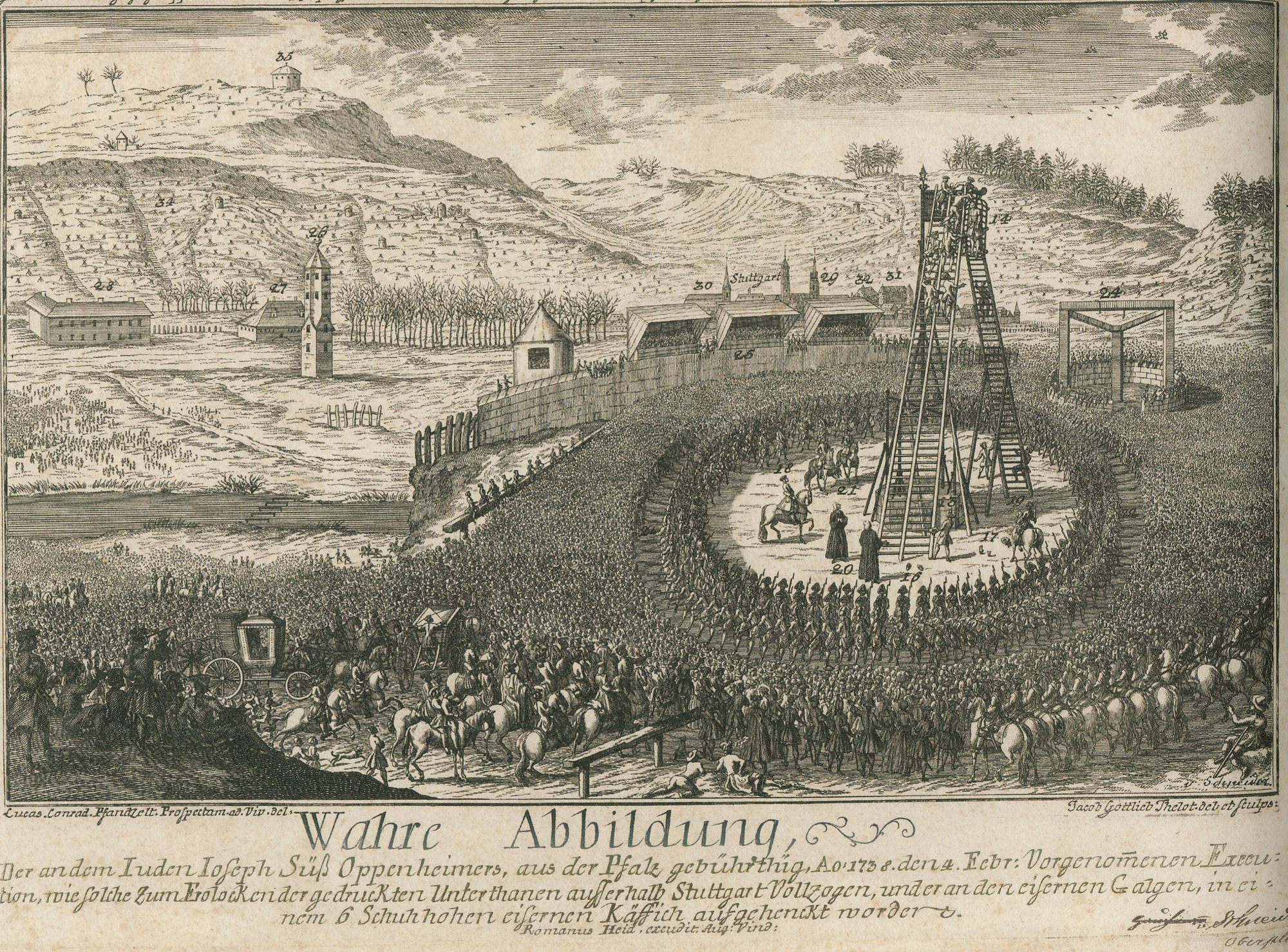
Joseph Süß Oppenheimer kivégzése 1738. február 4-én Stuttgart kapujánál

Csak a harmincéves háború utáni újjáépítéssel javult a zsidók helyzete. 1648-tól azoknak az uralkodóknak voltak alárendelve, akik rendeletekkel szabályozták az együttélést. Bohdan Hmelnickij kozák hetman (kozák-lengyel háború) pogromjai előtt néhány zsidó Brandenburgba menekült. Bizonyos elfogadási hajlandóságot mutatott Frigyes Vilmos brandenburgi választófejedelem 1671-es rendelete, amelynek címe: Rendelet 50 védett zsidó család befogadásért, akik zsinagógát nem alakítanak. 1700 és 1750 között négy zsidó rendelet következett, amelyben többek között megszabták a maximálisan vállalható gyermekek számát. Csak hármat engedtek meg, később csak egyet, a többi fiúnak emigrálnia kellett. 1714-ben a királynő jelenlétében megnyílt a berlini zsinagóga. Több abszolutista udvarban értek el magas pozíciókat zsidók származású személyek, mint a württembergi Joseph Süß Oppenheimer. Kiutasítások, mint például 1670-ben Bécsben, és pogromok, mint 1699-ben Bambergben, még mindig előfordultak. 1700 körül körülbelül 1000 zsidó élt Berlinben, amely egyre zsidóbarátabb lett, és körülbelül 25 000 zsidó élt a Birodalom területén. A 18. század közepe táján ez szám már elérte a 60-70 000-et. A korszak zsidó életének kiemelkedő forrása az az önéletrajz, amelyet Hamelni Glückel hamburgi kereskedőnő írt jiddisül.

### A felvilágosodás korában
A zsidók integrációjának és egyenlőségének kérdése, amelyet korábban csak gazdasági szempontból vettek figyelembe, ismét felmerült a felvilágosodás korában. Poroszországban, II. Frigyes alatt korlátozott volt a tolerancia a védett zsidókkal (Schutzjuden) szemben. Olyan fontos értelmiségiek vettek részt a német szellemi életben, mint Moses Mendelssohn, és több zsidó nő, mint Rahel Varnhagen von Ense a német romantika magjához tartozott. A zsidók számára ismét felmerült a keresztény társadalomba történő asszimiláció kérdése. 1781-ben Christian Wilhelm von Dohm ügyvéd megírta a „A zsidók polgári fejlődéséről” című szövegét, amely azonban a porosz válságig nemigen mozdította elő a zsidó emancipációt. Másrészt II. József császár az 1782-es türelmi rendelettel kiterjedt könnyítést hozott a Habsburg Birodalomban, amely azonban együtt járt a zsidóellenes oktatási szándékkal.
A 18. században, néha még a 19. században is, a német birodalom zsidóságának zsidó családneve volt, ami azonnal felismerhetővé tette őket zsidóként. Általában az apjuk nevét viselték családi névként; patronímia, amely néhány szláv nép vagy az izlandiak körében még a modern időkig is elterjedt volt.
A 18. században a fejedelmek rendeletei fokozatosan az állandó családnevek felvételéhez vezettek a különböző német területeken.

## A napóleoni időktől a birodalom megalapításáig (1789–1871)

### Napóleon és a porosz reformok

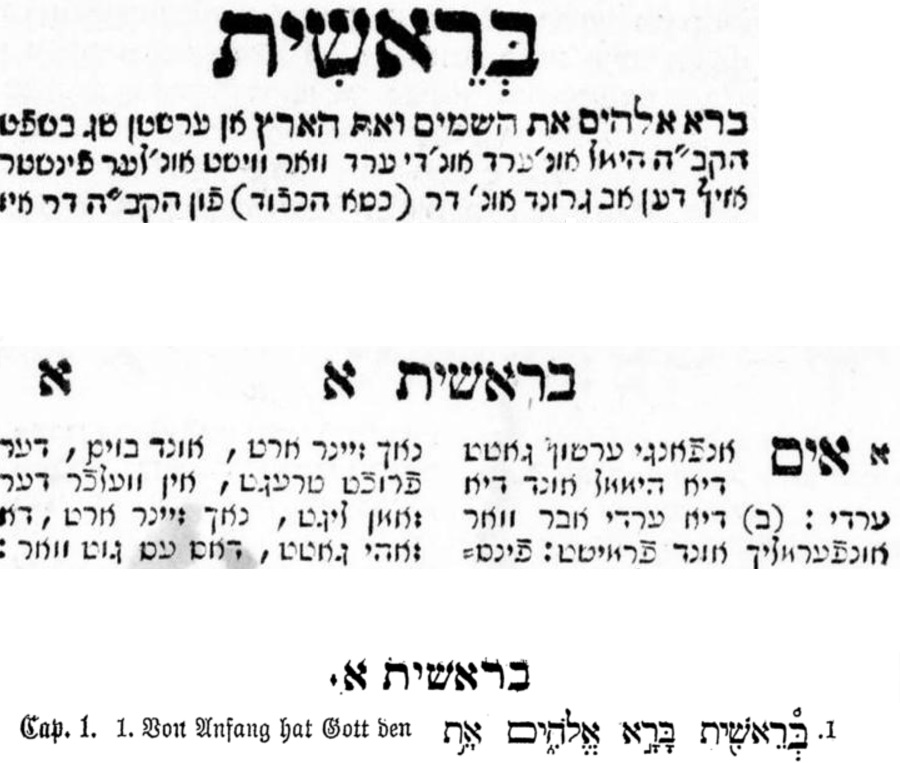
A nyelvi kulturális alkalmazkodás három szakaszban. Fent: Genezis 1. fordítás nyugati-jiddis nyelven, Ze'enah u-Re'enahból, Sulzbach, 1764; Középen: ugyanaz a szöveg, német nyelven, de héber betűkkel, Moses Mendelssohn Tóra-fordításából, 1780 körül; Alul: Samson Raphael Hirsch 1867-es fordítása, német nyelven

A francia forradalom 1791-ben a franciaországi zsidók emancipációját idézte elő, és Napóleon ezt az elvet a Code Napoléonban kiterjesztette az alárendelt államokra (pl. a Vesztfáliai Királyságra) is. A Rajnai Szövetség államaiban kezelték először a zsidókat egyenrangúként, noha bizonyos korlátozásokkal. 1808-ban Napóleon kiadta az úgynevezett „szégyenteljes rendeletet”, amely megszüntette a mozgásszabadságot, és csak speciális engedéllyel volt szabad kereskedelmi tevékenységet folytatniuk.
A Porosz Királyságban az 1806-os teljes vereség után felmerült az állami reformok kérdése. Az 1812-es porosz zsidó rendelettel a Poroszországban élő zsidók „belföldiekké” és porosz állampolgárokká váltak. Néhányan a porosz hadsereg tisztjei lettek. A rendelet azonban eltérő korlátozásokat tartalmazott, például Posen nagyhercegségben, ahol a zsidók többsége élt, érvénytelen volt, így nem jött létre egyenlő és egységes törvény. Az 1815 utáni restaurációban a sok különböző szabály ellehetetlenítette a korábban elért egyenlőséget. Ez vonatkozott az újonnan megszerzett Svéd-Pomerániara is, ahol később a Wertheim és a Tietz családok megalapították első áruházaikat. II. Frigyes Vilmos porosz király kitartott a konzervativizmus mellett. A „keresztény állam” eszméje, amelyet IV. Frigyes Vilmos is magáénak érzett, ismét megkérdőjelezte az új státuszt, és nem engedte a zsidókat vezető pozíciókba. Az egyetemi tanszékek olyan zsidó tudósok számára sem voltak hozzáférhetőek, mint Eduard Gans. A zsidó származású írók, Heinrich Heine és Ludwig Börne Franciaországba emigráltak. Egységesebb zsidótörvény csak 1847-ben jött létre.

### A bécsi kongresszus és a restauráció
A bécsi kongresszuson a szövetségi törvény 16. cikke javulást ígért a zsidóknak, és megerősítette a szövetségi államok által elfogadott törvények fennálló állapotát. Ez nem vonatkozott a francia megszállási szabályokra, amelyeket különösen a Hanza-városok szorgalmaztak. A jogi helyzetet át kellett alakítani, és eközben átláthatatlanná vált. Carl August Buchholz lübecki ügyvéd számos német zsidó közösséget képviselt ebben az ügyben Bécsben és 1818-ban az aacheni kongresszuson.
1831-ben Gabriel Riesser zsidó ügyvéd hozzájárult a zsidók emancipációjához egy fontos munkájával, amely a németországi Mózes-hitűek álláspontjáról (Über die Stellung der Bekenner des mosaischen Glaubens in Deutschland) szólt, és amelyben reagált egy badeni vitára. Jogot formált zsidóként a teljes polgárjogra, míg korábban csak akkor lehetett a német nemzet teljes jogú tagja, ha megkeresztelkedett.

### Vallási reformok
A 19. század elején először tettek kísérletet a zsidóság megreformálására. A zsidók új helyzete többeknél ahhoz a meggyőződéshez vezetett, hogy a zsidó vallásnak kevésbé kellene idegennek lennie a körülöttük élők számára. Ahogy a zsidók jobban megismerkedtek a keresztény vallási gyakorlattal, sokuk abban látta az összes vallás példaképét a modern vallási keretek között. Reformra azért is törekedtek, mert egyes vallási érzelmek megváltoztak, és a régi vallási szokások értelmetlenek tűntek egyesek szemében. Az egyik első megreformáló David Friedländer volt, aki reformjavaslatokat tett közvetlenül az 1812-es porosz emancipációs rendelet után. Egy másik Israel Jacobson volt.
Az istentiszteletek kezdetben vitatott változásai a következőkre vonatkoztak:
- zsinagógai rend
- a német nyelvű prédikáció bevezetése
- a gyermekek hitének fogadalma a keresztény konfirmáció alapján
- német imák és énekek bevezetése az felekezeti istentiszteleteken is
- hangszerek használata az istentiszteleten.[16]

### Az 1848–1849-es forradalom
A zsidók már részt vettek az 1848-as forradalomban is, és néhányan a „márciusi forradalom elesettjei” közé tartoztak. A paraszti zavargások zsidóellenes kicsapongásokhoz vezettek mintegy 80 helyen Dél-Németországban és Posenben. Úgy tűnt, hogy a mielőbbi zsidó emancipáció garantált, mivel sok ismert zsidó dolgozott az új parlamentekben, pl. Johann Jacoby, vagy a keresztény hitre tért Johann Gustav Heckscher és Eduard von Simson.
1848. augusztus 28-án a frankfurti Szent Pál-templomban a zsidókat érintő alapvető jogokról és azok érvényességéről vitáztak, amelyet a württembergi Moritz Mohl kétségbe vont „külföldi származásuk” miatt. A jól ismert lauenburgi parlamenti képviselő, Gabriel Riesser sikerrel utasította vissza a támadást. A Németországon kívüli forradalmi zavargásokban jelen voltak a zsidóellenes túlkapások, például Prágában, Pozsonyban és Pesten. A forradalom elfojtása ellenére egyes államokban fennmaradt a zsidók javuló helyzete.

### Zsidó katonák a német seregekben

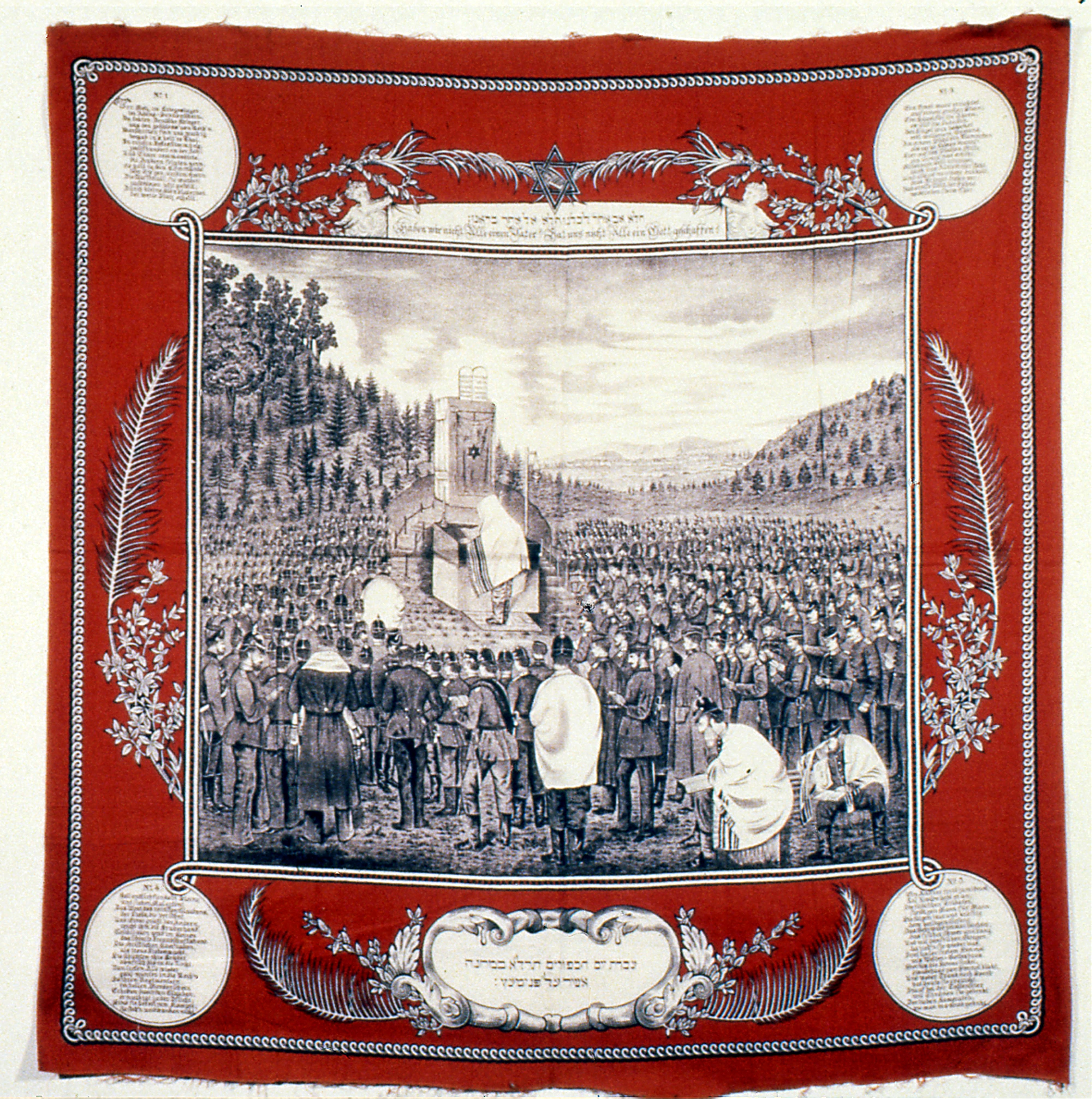
A német hadsereg zsidó katonái 1870. szeptember 23-án jom kippurt ünneplik a porosz–francia háború alatt. Feuchtwanger-gyűjtemény, Izrael Múzeum, Jeruzsálem

Zsidó katonák a polgári egyenlőség kezdete óta szolgáltak a német tartományok és a birodalom hadseregeiben, harcoltak 1864-ben a porosz–osztrák–dán háborúban, 1866-ban az porosz–osztrák–olasz háborúban és 1870–71-ben a porosz–francia háborúban. Kitüntetéseket szereztek, előléptették őket, és életüket vesztették a csatatéren.

### A Német Szövetség egyes államai 1815-től

#### Baden
A terület növekedésével a badeni zsidók száma az 1802-es 2265-ről 1808-ra 14 200-ra nőtt. Karlsruhe és Mannheim a 18. századtól kezdve zsidó központokká fejlődtek. A liberális Badeni Nagyhercegségben az 1809. január 13-án hozott rendelet jelentősen javította a zsidók állampolgári helyzetét, de megszüntette a zsidó közösség hagyományos alkotmányát is. A kötelező iskolába járás a zsidó gyerekeket is érintette, csakúgy, mint a kötelező sorkatonai szolgálat, és az örökletes csaladneveket is kötelezővé tették. 1815-ben megszűnt a védelmi pénz. Az 1818-as alkotmány ismét jelentős korlátozásokat vezetett be a köztisztviselőkre és a passzív választójogra. Az antiszemita ellenzőkhöz tartozott a heidelbergi illetve jénai filozófus, Jakob Friedrich Fries, akinek 1816-ból származó uszító iratát a kormány lefoglalta. Az 1819-es Hep-Hep zavargások Észak-Badent sújtották, amelyeket katonai beavatkozással fékeztek meg. Egyesek értek el részsikereket, de elsősorban a vidéki zsidókkal szemben megmaradt az ellenségeskedés, akik maguk is ellenezték az asszimilációt. A további előrelépés előfeltételeként a parlament liberális többsége Heinrich Eberhard Gottlob Paulus heidelbergi teológus 1831-ből származó feljegyzése szerint radikális hitreformot szorgalmazott, aminek többek között tartalmaznia kell a sabbat (szombat) vasárnapra költöztetését, a kóser étkezés megszüntetését, a körülmetélésről való lemondást és a Talmud felülvizsgálatát. 1848-ban ismét antiszemita támadások történtek, különösen Kraichgauban és Odenwaldban. Hosszas vita után a polgári emancipáció csak 1849-ben, a majdnem teljes formális jogi egyenlőség (a szegényjog és a közbirtok használata alóli kivételek megszüntetése) 1862-ben 10 éves átmeneti időszakkal valósult meg.
Az 1868-ban pénzügyminiszterré kinevezett Moritz Ellstätter volt az első zsidó és 1918-ig az egyetlen német kormányzati tag.

#### Bajorország
A három évvel korábban kiadott zsidó rendelet 1816-ban lépett hatályba Bajorországban. A zsidókat tehát nagyrészt jogilag egyenlősítették a keresztényekkel. A bajor zsidók asszimilációjának történetében mérföldkőnek számító rendelet eltörölte a zsidó joghatóságot, lehetővé tette a zsidók számára, hogy tulajdonhoz jussanak, és hozzáférést biztosított számukra az ország összes egyeteméhez. A „nyilvántartási bekezdésben” azonban ez az ediktum szabályozta a tartózkodási joggal rendelkező zsidók jegyzékbe vételét is. Mivel mindenhol meghatározták a zsidó családok maximális számát, amelyet lehetőség szerint csökkenteni kellett, a szabályozás nemcsak a zsidók szabad mozgását, hanem a zsidók családalapítási lehetőségeit is korlátozta.
| Év   | Zsidók Bajorországban |
| ---- | --------------------- |
| 1813 | kb. 30 000            |
| 1840 | > 4100                |
| 1867 | > 9200                |
| 1900 | > 23 700              |

A heves antiszemitizmus 1891-ben a Würzburgban és más bajor városokban Hep-Hep zavargásokhoz vezetett.
Amint a következő generáció felnőtt, az 1830-as évek közepén a maximális létszám problémája annyira sürgetővé vált, hogy a fiatalok nagy számban hagyták el Bajorországot; ezrek vándoroltak ki az Egyesült Államokba. A 19. század második felében a bajor zsidók életkörülményei fokozatosan javultak: 1848-ban szavazati és választási jogot kaptak, 1849-ben pedig David Morgenstern személyében először választották zsidó tagot a bajor országgyűlésbe. 1850-ben ismét engedélyezték, hogy zsidók telepedjenek le Nürnbergben, ahonnan 1499-ben kizárták őket. Végül 1861-ben a nyilvántartási paragrafust hatályon kívül helyezték.
A 19. század elején Fürth térségében éltek nagy számban, majd az emancipáció és az urbanizáció miatt a 19. század végéig egyre több zsidó költözött Münchenbe. A bajor zsidók teljes jogi egyenlősége az 1871-ben megalakult Német Birodalom alkotmányával következett be.

#### Szabad és Hanza-városok: Lübeck, Hamburg, Bréma
Miután Lübeck 1811 és 1813 között a napóleoni Franciaországhoz tartozott, akárcsak a többi Hanza-városban, itt is elkezdték a zsidók emancipációját. A bécsi kongresszus után az ott letelepedett zsidókat ismét kiűzték Lübeck városából, és 1848-ig tiltották a betelepülésüket. Ugyanez vonatkozott Brémára is az 1849-es alkotmány megjelenéséig. Az 1848-as választási reform, amely alkotmányos felülvizsgálatot és az állam modernizációját tartalmazta, az összes moislingi és lübecki zsidót tartósan egyenjogúvá tette. Hamburgban, ahol 3000 fővel a legnagyobb német zsidó közösség élt, az 1849-es és végül az 1860-as új alkotmányok bevezették az állam és az egyház szigorú szétválasztását, és ezzel egyenjogúvá tették a zsidókat. A brémai és hamburgi kikötőkből sokan az új világba emigráltak.

#### Hannover

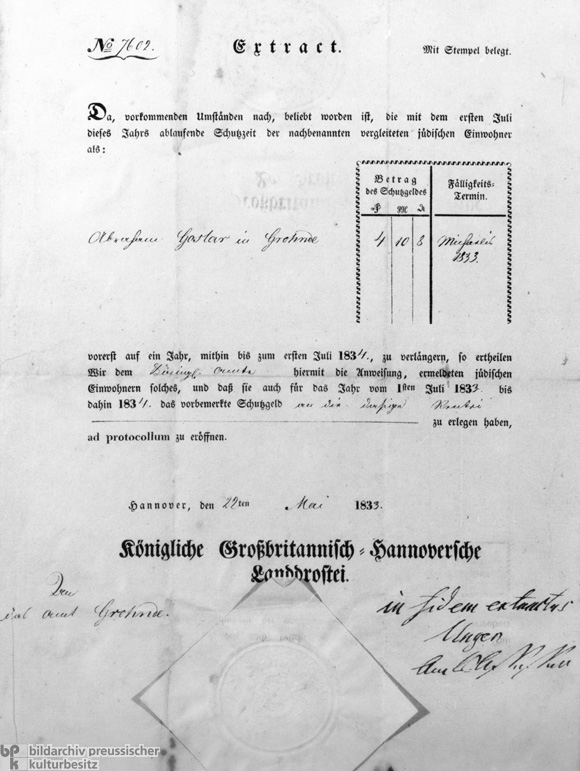
Hannoveri levél a „védett zsidók” számára, 1833

A Hannoveri Királyságban, amely nagyrészt a progresszív Vesztfáliai Királysághoz tartozott, visszaadták a „védett zsidók” régi jogait. Csak 1842-ben kapták meg a zsidók a polgárjogot („A zsidók állapotáról szóló törvény”). Moritz Stern volt az első zsidó, akit rendes tanárnak neveztek ki egy német egyetemen, 1859-ben a Göttingeni Egyetem matematika professzora lett.

#### Mecklenburg-Schwerin és Mecklenburg-Strelitz
Az 1813 és 1815 közötti Napóleon-elleni harcokban 26 zsidó is részt vett, köztük a güstrowi Löser Cohn, aki beszámolt emlékirataiban. 1813 és 1817 között Mecklenburg-Schwerinben hatályos volt a „földesúri alkotmány”, amely 19 bekezdésben de facto jogilag egyenlővé tette a zsidókat. A konzervatív birtokosok nyomására I. Frigyes Ferenc nagyherceg ismét visszaállította az 1755-ös állapotokat. Ennek ellenére zsidó központok alakultak Schwerinben, Güstrowban, Parchimban és Neustrelitzben. Később a kézművesség és az iskolák vonatkozásában is előrelépés történt, és a zsidók számára is elérhetővé vált az ügyvédi hivatás. 1839-ben statútum szabályozta a községi alkotmányt, 1840-ben az állam saját rabbit választott. Az 1848-as forradalom csak rövid időre vezette be az egyenlőséget – a forradalmi alkotmány 1850-es hatályon kívül helyezéséig.
Csak 1868-ban került sor arra, hogy Mecklenburg-Schwerinben és Mecklenburg-Strelitzben, az Északnémet Szövetség nyomására a zsidók egyenjogúsága kivétel nélkül megvalósult. A polgárok mozgásszabadsága már kiterjedt a régi Hanza-városokra, Wismarra és Rostockra is. 1869-ben a balliberális képviselő, Moritz Wiggers mindkét mecklenburgi kormány ellenállásával szemben hozta meg az Északnémet Szövetségben a felekezetek jogegyenlőségéről szóló szövetségi törvényt, amely határozottan garantálta a törvény előtti egyenlőséget. Ennek ellenére a zsidók száma az 1848-as 3248 főről az ipari központokba történő kivándorlás miatt 1905-ig 1482 főre csökkent. A versailles-i békeszerződéssel Lengyelországnak átengedett és szintén csatolt területekről történő bevándorlás következtében 1919 körül ismét emelkedett a számuk.

#### Szászország
A Szász Királyságban a zsidók jogi helyzete szinte ugyanolyan hosszú ideig megoldatlan maradt, mint Hannoverben. Már 1800-ban magas volt a zsidó kereskedők aránya a lipcsei vásár látogatói között, akik mindenekelőtt Lengyelországból érkeztek. 1814-ben jóváhagyták a lipcsei Johannistalban található izraelita temetőt, 1834-ben az ideiglenes vallási tanács megválasztásával létrehozták a „lipcsei izraelita vallási közösséget”. 1838-ban engedélyezték a zsidók letelepedését Lipcse és Drezda városában. A földszerzés részben engedélyezett volt, lehetővé téve egy zsinagóga felépítését. 1843-ban Felix Mendelssohn Bartholdy, akit keresztényként neveltek, Lipcse díszpolgára lett. A zsidók polgári jogai Lipcsében és Drezdában is korlátozottak voltak; ugyanakkor e két városon kívül nem tolerálták őket. 1855-ben avatták fel a lipcsei Nagyzsinagógát („Tempel”). 1874-ben Moritz Kohner lett a lipcsei városi tanács első zsidó tagja.
1871-ben 3357 zsidó élt Szászországban (összesen 2,5 millió lakosból).

#### Württemberg
Württembergben, ahol 1498 és 1805 között a zsidók nem élhettek vagy dolgozhattak, 1828-ban elfogadtak egy törvényt, amelyet elsősorban az jellemzett, hogy nevelési szándékból megnehezítette a zsidók számára a „házaló kereskedelmet”. A vallási életet állami felügyelet alá helyezte. Ennek eredményeként zsidó közösségek alakultak ki Ludwigsburgban és Stuttgartban, amelyek azonban nem voltak összehasonlíthatók a korabeli zsidó központokkal – például Breslau, Hamburg vagy Berlin. Az 1848–1849-es forradalomban a zsidók emancipációja megfordult, de 1861-ben végül elismerték polgári jogaikat. A zsidók polgári egyenlőségét helyi szinten csak 1864-ben rögzítették törvényben Württembergben.

## Birodalom és Weimari Köztársaság (1871–1933)

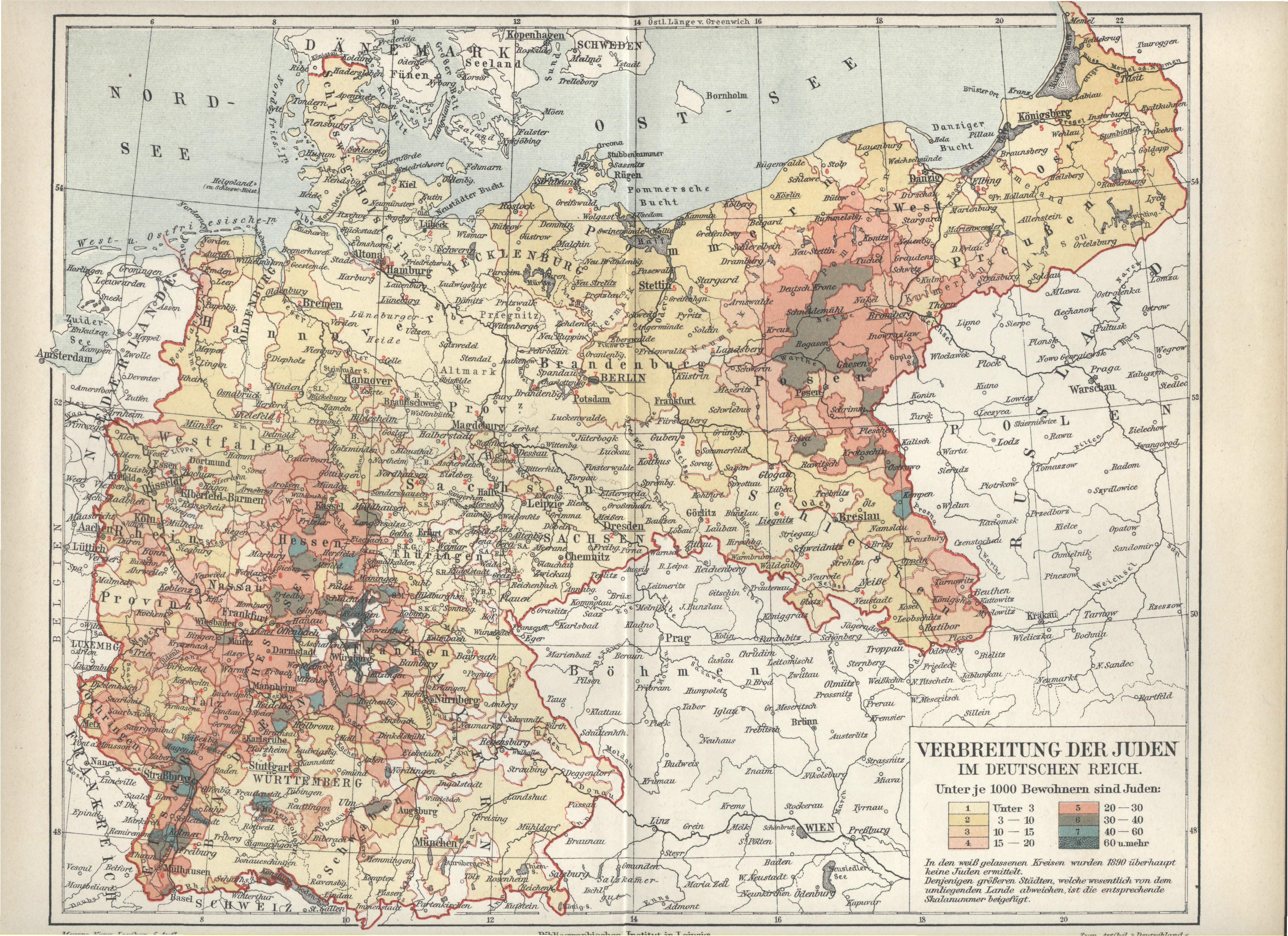
A zsidók jelenléte a Német Birodalomban, 1895 k.

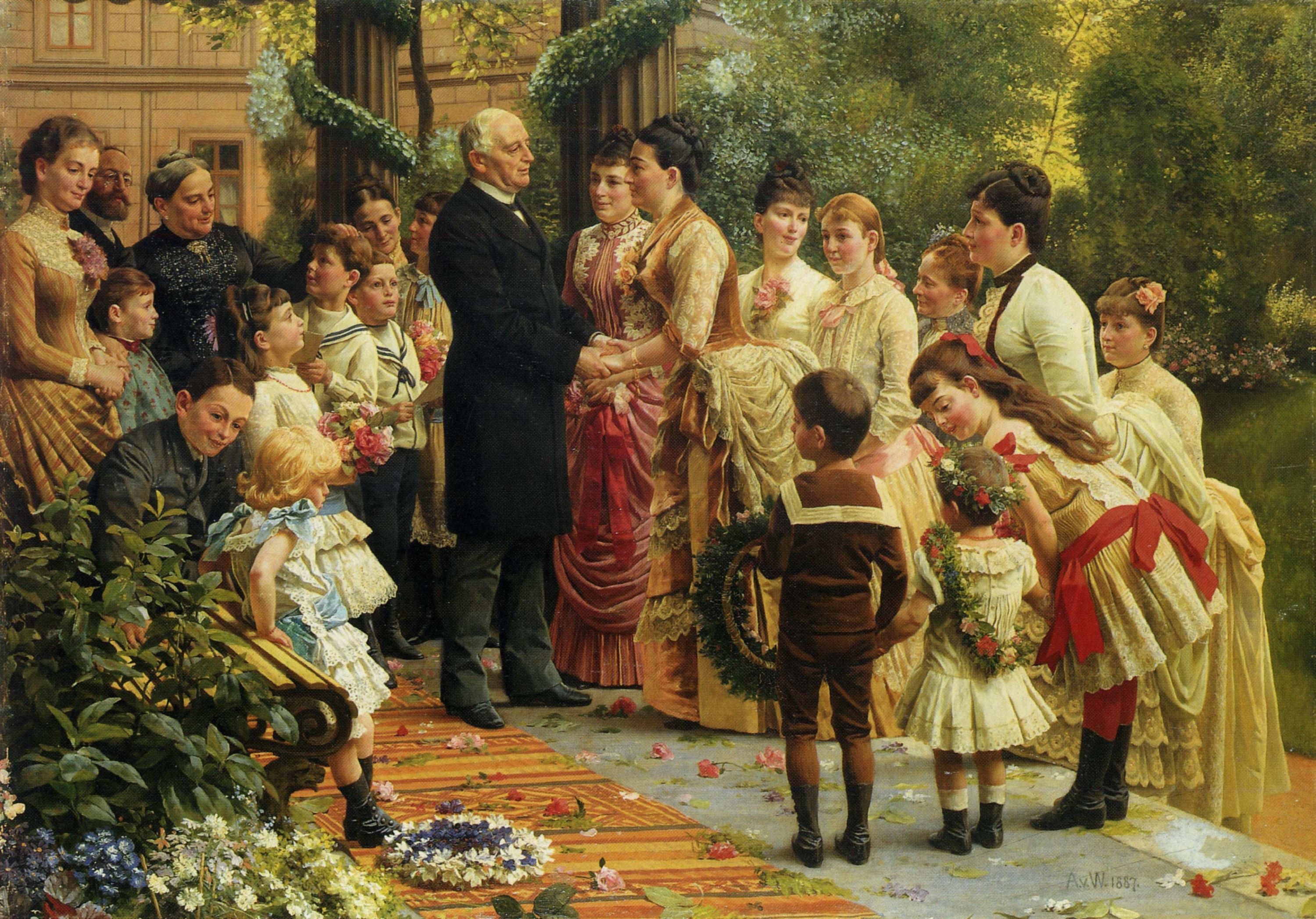
Valentin Manheimer kereskedelmi tanácsos 70. születésnapja Anton von Werner festménye, 1887: Valentin Manheimer német-zsidó nagypolgári családból származó berlini ruhagyárosnak készített kép

Az Északnémet Szövetségben 1869 júliusában a Felekezetek egyenlő jogairól a polgári és állampolgársági viszonyokban szóló törvény egyenlő jogokkal ruházta fel a zsidókat. Ez képezte az 1871-es birodalmi alkotmány alapját. Ez minden német zsidót egyenlő jogú polgárrá tett. Ennek ellenére a társadalmi antiszemitizmust, amely különösen a gazdasági válságokban tért vissza, még nem sikerült legyőzni.
Néhány zsidó magas beosztásba került, többek között Gerson von Bleichröder, aki Bismarck bankárja volt. Bár Albert Ballin hajótulajdonos II. Vilmos közvetlen környezetéhez tartozott, az uralkodó ennek ellenére 1918 után antiszemita kijelentéket tett. Az egyetemen, ha csak kis számban is, de voltak zsidó tudósok mint rendes professzorok. Heinrich von Treitschke történész 1879-ben a „A zsidók a mi szerencsétlenségünk” felkiáltással kirobbantotta a berlini antiszemita vitát. A szabadfoglalkozású szakmák az egyetemi végzettségű zsidók tevékenységi körévé váltak, miközben a hadseregbe és az igazságügyi hivatalokba továbbra sem kerülhettek be. Ezenkívül kialakult a kisebb üzlettulajdonosok és az iparosok alkotta középosztály. A felső és alsó középosztály körében a 19. század számos tengerparti üdülőhelyen – Németországon kívül is – jelen volt az úgynevezett „fürdőhelyi antiszemitizmus”. Az Északi-tenger és a Balti-tenger néhány tengerparti üdülőhelyén (Borkum vagy Zinnowitz) a zsidók nemkívánatos vendégek voltak.
A porosz keleti tartományokból és Kelet-Európából sok zsidó munkavállalóként vándorolt be a dinamikusan fejlődő ipari központokba (pl. Berlin, Stettin). A zsidó alamizsnában részesülők száma jelentősen csökkent.
A zsidó közösségek virágoztak, és sok zsinagóga épült. A zsidó egyesületek között ellentétes irányzatok alakultak ki, amelyek egyrészt a modern társadalom felé fordulást és az erős asszimilációt hangsúlyozták, másrészt a hit hagyományainak megőrzésére törekedtek. 1893-ban megalakult a Zsidó Hitű Német Polgárok Központi Szövetsége (Central-Verein deutscher Staatsbürger jüdischen Glaubens) nevű ernyőszervezet, amely a német társadalomba történő asszimilációt képviselte. Ezenkívül Herzl Tivadar nyomán megjelent a cionizmus, amit a Németországi Cionista Szövetség (Zionistische Vereinigung dür Deutschland) képviselt.
A német társadalom eleinte kevés érdeklődést mutatott az első antiszemita pártok megalapításakor. Adolf Stoecker, a berlini udvari prédikátor 1878-ban megalapította a Keresztényszociális Pártot, mely zsidóellenes nézeteket képviselt.

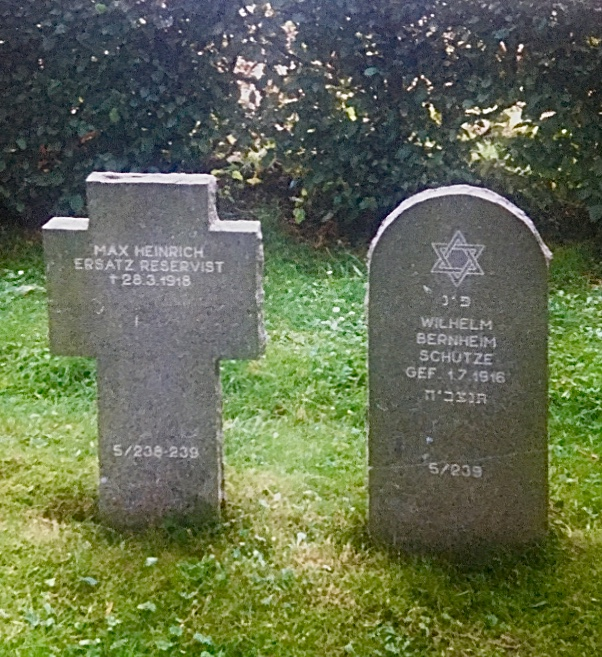
Wilhelm Bergheim gyalogos sírja (elesett 1916. július 1-jén) egy Cambrai melletti háborús temetőben

Ezenkívül a szociáldarwinizmussal az antiszemitizmus (először: Gobineau) új rasszista elmélete jelent meg, amelyet olyan német rasszisták vettek át, mint 1881-ben Eugen Dühring filozófus. 1892-ben a Német Konzervatív Párt tivoli programjában (követelés: „keresztény hatóságok és keresztény tanárok”) első nagy pártként fogadta el először ezt az irányvonalat. Emögött egyrészt a kereszténység és a zsidóság különbözősége, másrészt a konkurenciától és az idegenektől való félelmek álltak.

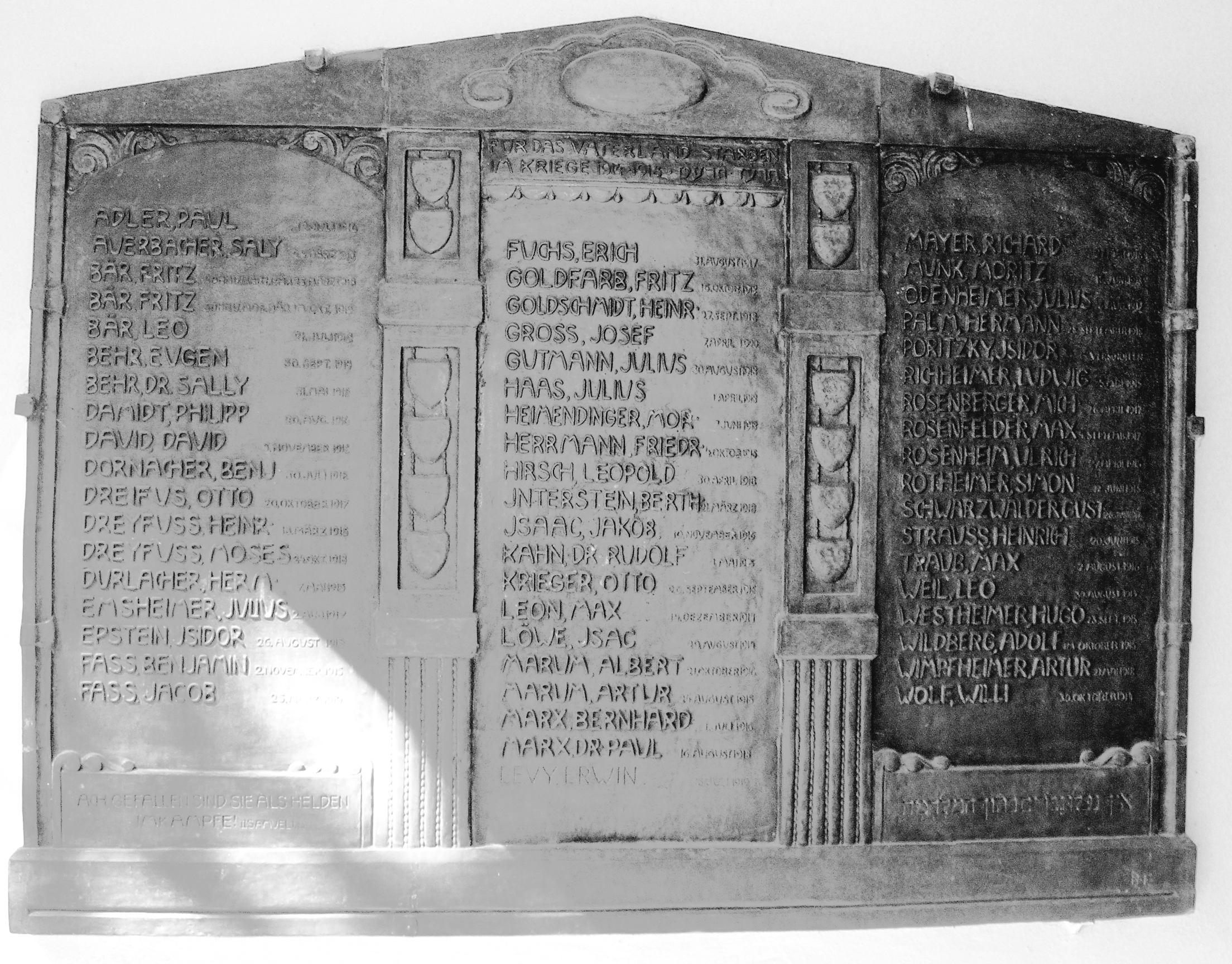
Emléktábla a karlsruhei elesett zsidók számára

Körülbelül 100 000 zsidó szolgált a német hadseregben az első világháború idején, ebből mintegy 1500-nak adományoztak első osztályú vaskeresztet, és körülbelül 12 000-en vesztették életüket. A háború elején a német hadseregnek csak egy aktív zsidó származású tisztje volt, de 1914 októberében már 150 zsidó tiszt szolgált a hadsereg különféle egységeiben. A társadalmi megkülönböztetés miatt azonban csak néhány német-zsidó katona lépett elő tartalékos tisztekké. A háború folyamán 45 zsidó tábori lelkészt is bevetettek a német fegyveres erőkben (tábori rabbik és segéd rabbik). A vallási lelki gondozás mellett a vallásos olvasmányok és a szeretetadományok terjesztését is vállalták, valamint szórakoztató esteket, előadásokat tartottak és kórházi szolgálatot végeztek.
A zsidóellenes hangulat a háború közepén ismét erősödött, ami az antiszemita Német Hazafias Párt megalapításában nyilvánult meg. 1916-ban a hadseregben végzett „zsidó népszámlálás”, bár hiányos és befejezetlen, dokumentálta a német zsidók hozzájárulását a háborúhoz. Eredményeiket nem tették közzé. Az akció mögött rejlő szándék félreérthetetlenül az volt, hogy a zsidókat „kibúvóknak” mutassák be. A világháború után megalakult a Zsidó Frontkatonák Szervezete (Reichsbund jüdischer Frontsoldaten) több mint 50 000 taggal.
Az első világháborús vereségért és az 1918/1919-es forradalomért a zsidókat és a szocialistákat tették felelőssé, akik állításuk szerint meghiúsították a német győzelmet, s erről szól az úgynevezett „tőrdöféselmélet”. Az orosz forradalom (1917) kitörését is gyakran nekik tulajdonították. Az antiszemiták a baloldali pártokat („novemberi bűnözőket”) a központi hatalmak elleni „zsidó összeesküvéssel” vádolták. Az első német demokráciát általában „zsidó köztársaságnak” tekintették, bár a mintegy 200 birodalmi miniszterből mindössze öten voltak zsidók.

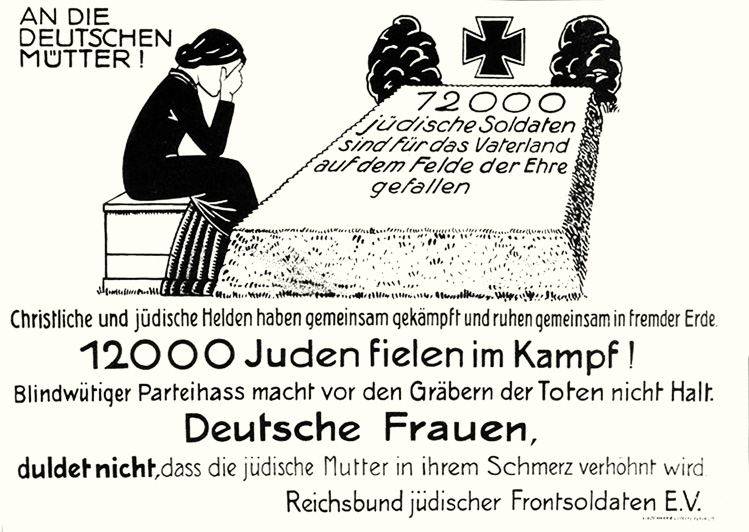
A Zsidó Frontkatonák Szervezete által 1920-ban kiadott szórólap a hazaszeretet hiányának vádjára adott válaszul

A szélsőjobboldali köröktől a Német Nemzeti Néppártig az antiszemitizmus társadalmilag elfogadhatóvá vált. A Walther Rathenau (1922) ellen irányult merényletet számos terrorszervezet, például az Organisation Consul és a Német Nemzeti Gárda és Védelmi Szövetség (Deutschvölkischen Schutz- und Trutzbund) támogatta. Ennek a Szövetségnek a betiltása a Német Népi Szabadságpárt megerősödéséhez vezetett, amely az NSDAP-val együtt az 1924. májusi Reichstag-választásokon a szavazatok 6,6 százalékát nyerte el.
Ennek ellenére a Weimari Köztársaság számos javulást hozott a zsidók számára. Elvileg minden foglalkozás és iskola nyitott volt számukra, a középosztálybeli társadalmi struktúra változatlan maradt. Berlin lett a központ, ahol a zsidók harmada élt. A keleti zsidók Birodalomba történő bevándorlása ellenére számuk 615 000-ről (1910) 560 000-re (1925), majd körülbelül 500 000-re (1933) esett vissza. Ez egyrészt a területekről való lemondásnak, másrészt a születési arány csökkenésének volt köszönhető, amelyet a zsidó családok növekvő öregedése és urbanizációja, valamint a kereszténységre való áttérés okozott. A vegyes felekezetű házasságokban a gyerekeket gyakran nem zsidóként nevelték.
Voltak olyan jól ismert magánbankárok, mint a Warburg család. A zsidók gyakran értek el a tudományban, a művészetekben és az irodalomban jelentős eredményeket, ami az 1933-tól kezdődő veszteségük után vált észrevehetővé. Politikai irányultságuk a Német Demokratikus Párt (DDP) felé, részben pedig a Németország Szociáldemokrata Pártja (SPD) felé irányult, amelyek zsidó képviselőket is állítottak. Hugo Preuß (DDP) készítette el az 1919-es weimari alkotmányt. A zsidóság társadalmi szerepéről gondolkodó ismert zsidó értelmiségiek Martin Buber, Franz Rosenzweig, Leo Baeck és Gershom Scholem voltak.

## A nemzetiszocializmus időszaka (1933–1945)
Miután a nemzetiszocialisták a hatalmat magukhoz ragadták – 1933. január 30-án Adolf Hitler birodalmi kancellári kinevezésével – megkezdődött a zsidók szisztematikus üldözése a Harmadik Birodalomban. A zsidók – azt, hogy a Német Birodalomban 1935-től kezdve ki számított „zsidónak”, a birodalmi állampolgársági törvény első rendelete határozta meg – egyre fenyegetőbb formákban voltak kitéve az a zsidóellenességnek. A cél a német zsidók kiűzése és megsemmisítése volt, az állam erőszak-monopóliumára támaszkodva. Körülbelül 2000 zsidóellenes törvényt és rendeletet hoztak a náci korszakban. A zsidó lakosság fokozódó megkülönböztetését és a szisztematikusan gyakorolt terrort mindenekelőtt a világzsidóságról szóló összeesküvés-elméletek indokolták, mint például a Cion bölcseinek jegyzőkönyvei. A faji doktrínán keresztül elterjedt az árja faj felsőbbrendűségének tézise.
Kiközösítés – A náci rezsim már 1933 áprilisában végrehajtotta a zsidók bojkottját, és sok zsidó elvesztette munkáját a hivatásos köztisztviselőkről szóló törvény következtében, de 1935 végéig, amikor a birodalmi állampolgársági törvény megfosztott minden német zsidót állampolgári jogaitól, a frontharcosok kiváltsága bizonyos esetekben még védelmet nyújtott. A nürnbergi törvények és a vérvédelmi törvény tovább marginalizálta a zsidókat. Az 1938. augusztus 17-én hozott névváltoztatási rendelet alapján minden nőnek, akinek még nem volt felismerhető zsidó előneve, fel kellett vennie a Sara nevet. A férfiaknak pedig az Israel elönevet kellett használniuk.
Kifosztás és bántalmazás – 1938 novemberében a kristályéjszakán zsinagógákat és zsidó üzleteket semmisítettek meg, a zsidókat pedig a vonatkozó rendeletekkel kizárták a gazdasági életből. Ezért számos zsidó volt kénytelen elmenekülni Németországból.
1933-ban még körülbelül 500 000 zsidó élt Németországban, a hatalomátvétel után sokan közülük száműzetésbe mentek. A Politikai Képzés Szövetségi Központja szerint 1933-ban 37 000 zsidó emigrált Németországból, majd 23 000 (1934), 21 000 (1935), 25 000 (1936), 23 000 (1937), 40 000 (1938) és 78 000 (1939). Az 1941. október 23-i végleges kiutazási tilalomig további 23 ezren hagyták el az országot, majd a háború végéig 8500 zsidó tudott elmenekülni Németországból. Az ország elhagyására tett erőfeszítéseik során a zsidók sok országban ellenséges hozzáállással találkoztak, amelyet Németországban olyan megtorló intézkedések erősítettek, mint például a birodalmi menekülési adó (Reichsfluchtsteuer) és más rendeletek, amelyek célja többek között az volt, hogy a zsidókat teljesen elszegényedve küldjék külföldre. Az 1941. november 25-i tizenegyedik rendelettel az összes külföldön élő zsidó vagyona az államra szállt. Néhány „zsidókeverék” is megpróbálta elhagyni az országot.
Deportálás és megsemmisítés – a nemzetiszocialisták agresszív külpolitikájának eredményeként a második világháború az 1939-es Lengyelország elleni támadással kezdődött, amely azonnal számos zsidóellenes mészárláshoz vezetett Lengyelországban. Hamarosan szinte minden zsidót deportáltak a „zsidókérdés végső megoldása” keretében, először a kelet-európai gettókba, később pedig koncentrációs táborokba, és szisztematikusan, ipari módszerekkel gyilkolták meg őket a megsemmisítő táborokban. Sokuknak előbb kényszermunkát kellett végezniük. A holokauszt idején a zsidókat nemcsak a Harmadik Birodalomban gyilkolták meg, hanem a Németország által megszállt valamennyi országban.
Csak a szövetségesek győzelmével és a Wehrmacht 1945 májusi feltétel nélküli megadásával sikerült megállítani a holokausztot, és felszabadítani a munka- és megsemmisítő táborok túlélőit. 1955-ben Raul Hilberg volt az első történész a kortárs történelemben, aki leírta, hogy hogyan zajlott le a teljes megsemmisítési folyamat ebben az időszakban.

## Megosztott Németország (1945–1990)
A Német Szövetségi Köztársaság zsidó életének mérföldkövei a következők voltak:
- a Testvériség Hete, amelyet 1950 óta, március elején rendeznek meg évente, az azóta alapított Német Keresztény-Zsidó Együttműködési Szervezetek és az 1960-as évek egyházi kongresszusai óta folyó zsidó–keresztény párbeszédek
- az Auschwitz-perek 1963–1966 között
- a Bundestag vitatja a náci bűncselekmények elévülési idejét, különös tekintettel az úgynevezett elévülési vitára, 1965-ben. Abban az évben a német törvények szerint a náci népirtásban való részvétel törvényileg elévült volna. A határidőt kezdetben öt évvel meghosszabbították, majd teljes egészében törölték.
- a diákmozgalom által 1965-től indított kutatás a nemzetiszocializmus és a holokauszt történelmi körülményeiről,
- a német–izraeli testvérvárosi és baráti társaságok megnövekedett száma 1970-től, amely lehetővé tette, hogy az Izraelbe emigrált német zsidók Németországba látogassanak,
- A szövetségi, állami és helyi kormányok közötti szerződések a zsidó közösségek rendőri védelméről és pénzügyi biztonságáról: először Nyugat-Berlinben Klaus Schütz irányításával 1971-ben, miután Hans-Joachim Klein bejelentette a Vörös Hadsereg Frakciójának gyilkossági tervét Heinz Galinski ellen,
- a heidelbergi Zsidó Tanulmányok Főiskolájának felállítása 1978-ban, s emellett zsidó szemináriumok voltak számos egyetemen, keresztény és zsidó történészekkel és teológusokkal együtt,
- a Holocaust – Die Geschichte der Familie Weiss című televíziós sorozat 1979-es adása óta a történelmi műhelyekben új érdeklődési körök alakultak ki, amelyek már nem csak a náci diktatúra megjelenésének általános társadalmi és gazdasági struktúráival foglalkoztak, hanem külön-külön vizsgálták a zsidók üldözését az egyes régiókban,
- Richard von Weizsäcker beszéde a második világháború befejezésének 40. évfordulóján 1985-ben, amely a nemzetiszocializmus alóli felszabadulásról és nem Németország vereségéről szólt, és idézte Báál Sém Tov (1700–1760), a haszidizmus tanítójának szavait: A felejtés száműzetés, az emlékezés felszabadulás!
- Richard von Weizsäcker mint az első hivatalban lévő szövetségi elnök 1985 októberében látogatást tett Izraelben,
- nemzeti emléknapok kijelölése a holokauszt áldozatainak emlékére, különös tekintettel az 1938-as kristályéjszakára való emlékezésre, amelyet 1988 óta országos szintre emeltek.[35]

A következő események és jellemzők fontosak az NDK számára:
- Csak néhány zsidó maradt az NDK-ban, és a közösségek fokozatosan kihaltak. De biztonságban élhettek nyílt antiszemitizmus nélkül.
- Az NDK elutasította a zsidók ellen elkövetett bűncselekmények kompenzációját, mivel a Szövetségi Köztársasággal ellentétben nem a Német Birodalom utódállamának tekintette magát.[36]
- Mint minden keleti blokkba tartozó ország, az NDK is állást foglalt Izrael Állam „cionista imperializmusával” szemben.
- Az 1980-as években a Német Szocialista Egységpárt (NSZEP) nagyobb figyelmet szentelt a zsidó örökségnek, és zsidó szervezeteket is meghívott. A Zsidó Világkongresszus elnökét, Edgar Bronfmant az NDK legmagasabb polgári rendjével tüntették ki. 1988-ban megalapították a Centrum Judaicum Alapítványt Berlinben, és az 1943-as brit légitámadásokban súlyosan megrongált Új zsinagógát évtizedes elhanyagoltság után helyreállították.

### Ahontalan személyekkivándorlása
A második világháború alatt a győztes hatalmak úgy döntöttek, hogy minden olyan zsidó, aki túlélte a holokausztot, vagy kitoloncolták Németországba, vagy akik a háború vége után elmenekültek a kelet-európai pogromok elől, mint minden más hontalan személy („displaced persons”) egy átmeneti időszak alatt térjenek vissza származási országukba. A német zsidó túlélőket más országoknak kellett befogadniuk, mivel a holokauszt után nem volt várható a német zsidóság megújulása.
A náci korszakban a Német Birodalomból időben távozó, mintegy 400 000 zsidóból csak csekély számban tértek vissza Németországba. Körülbelül 15 000 olyan német zsidó volt, akik koncentrációs táborokban, bujkálva vagy nem zsidók házastársaként maradtak életben. A kelet-európai zsidók nagy része, több mint 200 000 fő, két-három évet töltött Németországban. A koncentrációs táborokból vagy kényszermunkásokként szabadultak fel, vagy Németországba menekültek az újabb pogromok elől. A Bricha cionista menekültügyi szervezet ösztönözte a tömeges elvándorlást Lengyelországból, elsősorban az amerikai megszállási zónába. Egyrészt a háború utáni antiszemitizmus Lengyelországban (kielcei pogrom, 1946) és más kelet-európai országokban elviselhetetlen volt, másrészt nem volt lehetőség ezekből az országokból a kivándorlásra. Hontalan személyként „felszabadultak, de nem voltak szabadok”. Az amerikai hadsereg és az ENSZ Segélyezési és Helyreállítási Igazgatósága nagy táborokat hozott létre, különösen Bajorországban, ahol ezek az emberek szögesdrót mögött és őrökkel éltek. Az elsöprő többség az amerikai megszállási zónába áramlott, a brit zónában a csúcsfázisban mindössze 15 000 hontalan zsidó kapott helyet, a franciáknál nagyjából 1000. A Nagy-Britannia által igazgatott palesztinai mandátumterületre történő kivándorlás csak illegálisan volt lehetséges (Álijá Bét), az Egyesült Államok pedig korlátozó bevándorlási politikája miatt eleinte bezárult számukra. A háború utáni első években számos zsidó társadalmi és politikai szervezet alakult meg Németországban. Azok között azonban, akik a táborokban és az újjáalakult közösségekben éltek, alig volt német zsidó.
Amikor Izrael Állam megalakult, többségük elhagyta Németországot. 1948 szeptemberében számuk már 30 000-re csökkent, és hamarosan csak 10-15 ezren maradtak. Némelyikük túl gyenge vagy túl beteg volt ahhoz, hogy elvándorolhasson, volt, aki a hosszú várakozási idő alatt egzisztenciát tudott teremteni, vagy német házastársra talált. 1950-ben bezárták a Zsidó Ügynökség (Jewish Agency) irodáját, amely a zsidók Németországból Izraelbe történő kivándorlásáért volt felelős. 1953-ban bezárt az izraeli müncheni konzulátus, amelyet szintén elsősorban emigráció céljából hoztak létre. Chaim Yachil konzul feltételezte, hogy a Németországban maradó zsidó közösségek néhány éven belül feloszlanak; felszámolásukat a kis taglétszám és az elöregedő népesség miatt nem lehetett megállítani.
A Németországban maradt zsidók zöme – akik többnyire Kelet-Európából érkeztek – „hontalan külföldi” státuszt kaptak, amely számtalan jogot biztosított számukra, vagy német Fremdenpasst kaptak, de hontalanok maradtak. 1938-ban számos, Lengyelországból menekült zsidót megfosztották lengyel állampolgárságától az állampolgárságuk visszavonásáról szóló törvény miatt azonban a Lengyelországban uralkodó antiszemitizmus miatt nem tulajdonítottak jelentőséget ezek visszaszerzésének. Ugyanakkor a háború utáni Németországban, a nemzetiszocializmus árnyékában a német állampolgárságot sem voltak hajlandóak elfogadni. A legtöbben az ott-tartózkodásukat csak ideiglenes állomásnak tekintették a főleg az USA-ba és Kanadába történő emigrációjuk előtt. A „becsomagolt bőröndökön” ültek.
Abban az időben Izrael tabuzónának tekintette Németországot, amellyel az 1952-es luxemburgi megállapodásig nem folytattak párbeszédet. Aki izraeli útlevéllel rendelkezett, nem léphetett be Németországba. Az útlevélben a „Németországba vagy Németországban történő utazásra nem érvényes” felirat szerepelt, és a német hatóságokat arra utasították, hogy ne adjanak ki belépési engedélyeket. Néhány zsidó ezt kijátszotta azzal, hogy más európai országokba utazott, és onnan mások segítségével illegálisan lépett be Németországba a „zöld határon” keresztül. Később azt állították, hogy a háborús zűrzavarban elvesztették személyi okmányaikat.

### Visszatérés a száműzetésből
A német zsidók nem sokkal a háború befejezése után visszatértek a száműzetésből, elsősorban politikai okokból. A filozófus Ernst Bloch (1885–1977) 1949-ben tért vissza (Lipcsébe, ahol átvette a számára felajánlott filozófiai tanszéket), Hanns Eisler (1898–1962) 1948-ban visszatért Bécsbe és 1949 júniusában Zürichből Kelet-Berlinbe költözött, John Heartfield (1891–1968) karikaturista 1950-ben visszatért (Lipcsébe), Hans Mayer (1945) és Alfred Kantorowicz (1946) irodalomtörténészek, Anna Seghers (1947) írónő, Stefan Heym (1945) és Arnold Zweig (1948), valamint a NSZEP Központi Bizottságának két későbbi tagja, Gerhart Eisler és Albert Norden a szovjet megszállási övezetbe és az NDK-ba mentek. A megnevezettek többsége azonban nem csatlakozott zsidó közösséghez, mert a zsidó vallás és nemzeti vonatkozásait nehéz volt összeegyeztetni a Német Szocialista Egységpárt pártvonalával. A visszatérők közül sokan antifasiszta kommunistának tekintették magukat, és fontos szerepet játszottak az NDK felépítésében.
Németország nyugati felére is visszatértek prominens zsidók, például Ernst Fraenkel (1951) és Richard Löwenthal (1948) politikatudósok, akik mindketten a Berlini Szabadegyetem professzorai lettek. Frankfurt városa lehetővé tette Max Horkheimer (1895–1973) és Theodor Adorno (1903–1969) visszatérését és 1950-ben vezetésükkel ismét megnyílt a Társadalomkutatási Intézet. További ismert nevek: René König (1906–1992) szociológus, Hans-Joachim Schoeps (1909–1980) történész. Néhányan egyenruhás szövetséges katonaként érkeztek, például Arno Hamburger (1923–2013). Nagyobb számban tértek vissza nyugatra, mint keletre.

### Jogi helyzet a Német Szövetségi Köztársaságban
1949. május 23-án hatályba lépett a Németországi Szövetségi Köztársaság alkotmánya. A 116. cikk (2) bekezdésével az alkotmányos törvényhozás megpróbálta visszafordítani azt a nemzetiszocialista igazságtalanságot, amely a zsidók állampolgárságának megvonásából állt, többnyire akaratuk ellenére. A bekezdés így szól:
Azok a volt német állampolgárok, akiket 1933. január 30. és 1945. május 8. között politikai, faji vagy vallási okokból megfosztottak állampolgárságuktól, valamint az ő leszármazottaik, kérelemre újra honosíthatók. Nem minősülnek kitelepítettnek, ha 1945. május 8. után Németországban telepedtek le, és nem fejezték ki ezzel ellentétes szándékukat.
A legtöbb zsidó holokauszt-túlélő 1949-től nem élt ezzel az lehetőséggel. Sokuk gyermeke és/vagy unokája élt azzal a lehetőséggel, hogy megszerezze a Német Szövetségi Köztársaság állampolgárságát és itt lakhasson. 2005-ben 60 000 német állampolgárságú zsidó élt Izraelben. 2002 és 2004 között nőtt az izraeli állampolgárok kérelmeinek száma a német állampolgárság visszaállítására.

### A nyugat-németországi zsidó közösségek
A háború után kezdetben szociális intézményeket hoztak létre a nyugat-németországi zsidó visszatérők számára: kórházi osztályok, gondozó otthonok, idősotthonok és -konyhák a rászorulók ellátására. A háború utáni zsidó közösségek ideiglenesnek tekintették működésüket, és a feloszlatásukig karitatív munkát végeztek. Nem tekintették magukat az 1933 és 1941 között elpusztított német-zsidó közösségek örökösének. Tagjai közül többen kivándoroltak vagy meggyilkolták őket a háború során. Ebben az összefüggésben terjedt el az a mondás, miszerint a németországi zsidók „összecsomagolt bőröndökön” ülnek.
A örökösök nélküli zsidó vagyontárgyakat, valamint a feloszlatott zsidó szervezetek és intézmények vagyonát olyan újonnan alapított vagyonkezelő szervezeteknek juttatták vissza, mint a JRSO (Zsidó Kárpótlási Utódszervezet), amelyek heves versenyben voltak az újonnan alapított német zsidó közösségekkel. Amikor 1949-ben megalakult a Szövetségi Köztársaság, az addigra már konszolidálódott zsidó közösségek szükségét látták egy szubregionális szervezet létrehozásának, amellyel saját érdekeiket képviselhetik. 1950-ben az önkormányzatok és a regionális egyesületek küldöttei ernyőszervezetként megalapították a Németországi Zsidók Központi Tanácsát. Abban az időben a Szövetségi Köztársaság zsidó közösségeinek összesen 15 000 tagja volt. A nyugat-németországi zsidó közösségeket a zsidó világszervezetek csak Nahum Goldmann látogatása után ismerték el a Zsidó Világkongresszuson (WJC) 1953-ban. A luxemburgi megállapodás értelmében megengedték nekik, hogy jóvátételként megtartsák zsinagógáikat és közösségi házaikat, és nem kellett őket eladásra kínálniuk. Ennek ellenére a Németországban élő zsidókat az izraeli és amerikai zsidó intézmények és közösségek másodrendű zsidóként kezelték. Nem értették, hogy miért maradtak Németországban, és nem tekintették őket a zsidó diaszpóra részének.

### Diszkrimináció az NDK-ban
Az NDK-ban az 1952/53-as prágai sztálinista Slánský-per eredményeként üldözték azokat a kozmopolitákat, akiket kémkedéssel vagy cionizmussal vádoltak. Különösen azok voltak érintettek, akik a náci korszakban száműzetésben éltek nyugati országokban. A nyugattal való együttműködéssel gyanúsították, és az imperializmus eszközeinek nevezték őket. Paul Merkert, a Központi Bizottság tagját mint cionista ügynök tartóztatták le, és a zsidó közösségek irodáit átkutatták. 1953 januárjában Julius Meyer, az NSZEP és a Volkskammer tagja és az NDK Zsidó Közösségek Szövetségének elnöke öt másik közösségi vezetővel együtt Nyugat-Németországba menekült. Julius Meyer túlélte az auschwitzi és a ravensbrücki tábort, és Heinz Galinskivel együtt 1949-től vezette a berlini zsidó közösséget. Mire a Berlini fal 1961-ben megépült, a közösségekben nyilvántartott zsidók száma mintegy 1500-ra csökkent. Az NDK-ban a zsidókat elismerték mint a „náci rezsim üldözöttjeit”, és alacsony állami nyugdíjat és egyéb juttatásokat kaptak, de a közvélemény elismerését tekintve elmaradtak az aktív ellenállókétól és antifasisztákétól, különösen Németországi Kommunista Pártjának tagjaitól. A Német Szövetségi Köztársaságban kártérítésben reménykedhettek a jóvátételi törvény miatt. Az NDK azonban nem volt hajlandó felelősségét vállalni a náci állam bűneiért, és vonakodott jóvátételt fizetni. A demokratikusan megválasztott Volkskammer csak 1990 áprilisában, a berlini fal leomlása tett nyílt nyilatkozatot a közös felelősségvállalásról.

#### Idővonal
Az első zsidók közvetlenül Berlin legyőzése után érkeztek a szovjet megszállási övezetbe. Legtöbbjük részt akart venni egy szocialista Németország létrehozásában. Helyzetük azonban tovább romlott, amikor egyes zsidókat azzal vádoltak, hogy „ellenforradalmárok” és „cionista ügynökök”, és üldözni kezdték őket. A Varsói Szerződés számos államában a zsidókat azzal vádolták, hogy együttműködtek a nemzetiszocialistákkal vagy a nyugati szövetségesekkel. Ennek eredményeként sok zsidó hagyta el a Német Demokratikus Köztársaságot és ment nyugatra. Sztálin 1953. március 5-én bekövetkezett halála után az NDK-ban élő zsidók elleni elnyomás is megszűnt. A rendőri akciókat és üldözéseket befejezték, a börtönben lévő zsidókat szabadon engedték, és a Német Szocialista Egységpárt volt zsidó párttagjait felkérték, hogy csatlakozzanak újra az NSZEP-hez. Az állam beruházott zsinagógák felújításába, zsidók idősek otthonába, hentesüzlet megújításába és a berlin-weißenseei zsidó temető fenntartásába is. 1961-től a Nachrichtenblatt a zsidó közösség „információs orgánumként” jelent meg. A hidegháború vége felé mintegy 400 zsidó élt az NDK-ban, és több mint felük Kelet-Berlinben. A fal leomlása után a de Maizière-kormány elismerte a „közös felelősséget a zsidó nők, férfiak és gyermekek megalázásáért, kiutasításáért és meggyilkolásáért”, amelyet a korábbi NDK-kormányok nem ismertek el. A jóvátétel jeleként a kormány 1990 tavaszán az NDK központi Kerekasztalának kezdeményezésére rendeletet alkotott, amely szerint a szovjet zsidók humanitárius menedékjogot kaptak az NDK-ban. Az író, Wladimir Kaminer az elsők között használta ezt a szabályozást.
A néhány német-zsidó túlélő mellett jelentősen több kelet-európai, főleg lengyel túlélő tartózkodott 1945 után az amerikai megszállási övezetben. A legtöbb hontalan személy 1950-es kivándorlása után is a zsidó közösségek döntő többségét tették ki. Kisebb zsidó bevándorlás is volt, főként a keleti blokkból (Lengyelország, Magyarország, Románia). Ennek ellenére Nyugat-Németországban 1989-ig legfeljebb 30 000 zsidó élt, bár már két új generáció is volt közöttük. Ezenkívül a perzsa zsidók migránsként vagy menekültként érkeztek Iránból.

## Németország 1990-től

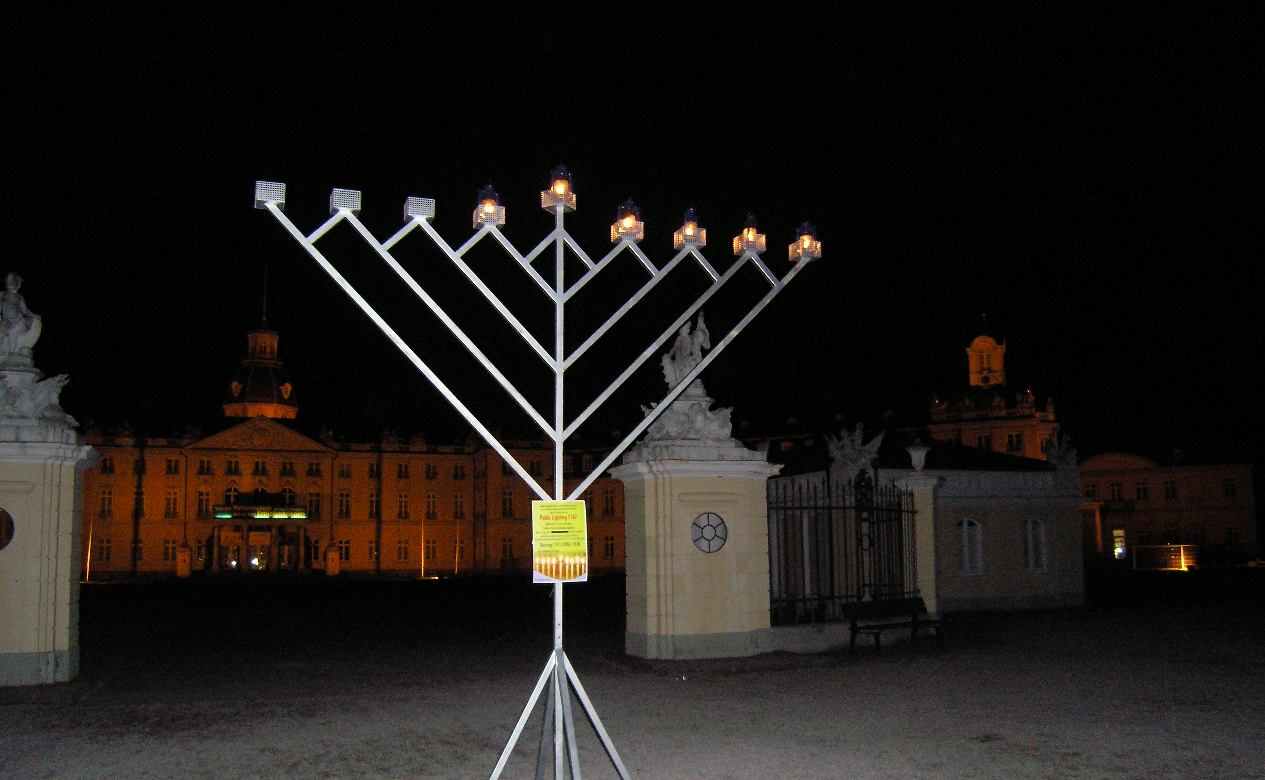
Hanukai gyertyatartó a Karlsruhei-kastély előtt

1990-ben, a hidegháború vége után és az újraegyesítést követően megindult a szovjet utódállamokból (FÁK) a zsidók bevándorlása. 1998 végéig mintegy 45 000 zsidó érkezett a Szövetségi Köztársaságba, és velük együtt mintegy 40 000, felekezetek közötti házasságokból származó családtag. A FÁK-ból érkező bevándorlók nélkül a tagok száma 2000-re 17 902-re csökkent volna.
A Németországi Zsidók Központi Tanácsában 105 zsidó közösség egyesül 23 regionális szövetségben, amelyekhez mintegy 100 000 zsidó tartozik (2015-ig). Ők az összes szervezett német zsidó 95 százalékát teszik ki. A fennmaradó öt százalék mintegy 40 zsidó kulturális egyesület (pl. Jüdischer Kulturverein Berlin) és liberális közösség között oszlik szét, amelyek közül körülbelül 20 a Progresszív Zsidók Uniójában szerveződik. Elutasítják a Központi Tanácsot annak ortodox önképe miatt. Németország zsidó származású népessége, amely nemcsak gyakorló és magát zsidónak valló, hanem családtagjaikat és az országban élő más zsidó származású embereket is magában foglalja, a becslések szerint körülbelül 250 000 főre tehető. A Központi Tanács nem avatkozik bele a közösségek saját életébe. A legnagyobb városi közösségek – Berlin mintegy 11 000 fő, München 8600 fő és Düsseldorf 7100 fő – egységes közösségek: ezek olyan közigazgatási szervezetek, amelyek különböző vallási irányzatokat hoznak tető alá. Körülbelül 40 000 zsidó nem tartozik egyetlen közösséghez sem. A közösségek új központokat, ifjúsági csoportokat és kulturális szervezeteket hoznak létre; (gyakran éles) konfliktusok vannak a bevándorlók és a régen letelepedett közösségi tagok között. Kialakult a vallási pluralizmus (liberális közösségek, női rabbik).
2006 szeptemberében a potsdami Abraham Geiger Főiskola három végzős hallgatóját Drezdában rabbivá avatták. Ők az első rabbik, akiket a háború után a Német Szövetségi Köztársaságban képeztek ki.
Egy 2013 végén végzett felmérésben, amely során több mint 300 zsidó származású nőt és férfit kérdeztek meg 20 és 40 éves kor között, 51 százalék határozta meg a zsidóságot etnikai hovatartozás alapján, 23,9 százalék kulturális közösségként és csak 13,1 százalék vallási közösségként. 40,8 százaléka az egységes közösséghez tartozik, 20 százaléka más gyülekezet tagja, 2,2 százaléka más vallási közösséget választott, 37,1 százaléka pedig nem kapcsolódik egyetlen gyülekezethez sem.
2019 karácsonya előtt az evangélikus teológus, Friedrich Wilhelm Graf felszólította a keresztény egyházakat, hogy tegyék jom kippurt munkaszüneti nappá, és cserébe mondjanak le a pünkösdhétfőről.

### Bevándorlás a Szovjetunióból
| Év   | Tagok 12. 31-ig | Bevándorlók a volt szovjet államokból |
| ---- | --------------- | ------------------------------------- |
| 1955 | 15 920          | n. a.                                 |
| 1960 | 21 755          | n. a.                                 |
| 1965 | 25 132          | n. a.                                 |
| 1970 | 26 354          | n. a.                                 |
| 1975 | 27 933          | n. a.                                 |
| 1980 | 28 173          | n. a.                                 |
| 1985 | 27 561          | n. a.                                 |
| 1990 | 29 089          | 1 008                                 |
| 1991 | 33 692          | 12 583                                |
| 1992 | 36 804          | 15 879                                |
| 1993 | 40 917          | 16 597                                |
| 1994 | 45 559          | 8 811                                 |
| 1995 | 53 797          | 15 184                                |
| 1996 | 61 203          | 15 959                                |
| 1997 | 67 471          | 19 437                                |
| 1998 | 74 289          | 17 788                                |
| 1999 | 81 739          | 18 205                                |
| 2000 | 87 756          | 16 538                                |
| 2001 | 93 326          | 16 711                                |
| 2002 | 98 335          | 19 262                                |
| 2003 | 102 472         | 15 442                                |
| 2004 | 105 733         | 11 208                                |
| 2005 | 107 677         | 3 124                                 |
| 2006 | 107 794         | 1 971                                 |
| 2007 | 107 330         | 1 296                                 |
| 2008 | 106 435         | 862                                   |
| 2009 | 104 241         | 704                                   |
| 2010 | 104 024         | 667                                   |
| 2011 | 102 797         | 636                                   |
| 2012 | 102 135         | 481                                   |
| 2013 | 101 338         | 467                                   |
| 2014 | 100 437         | 365                                   |
| 2015 | 99 695          | 473                                   |
| 2016 | 98 594          | 359                                   |
| 2017 | 97 791          | 760                                   |
| 2018 | 96 325          | 343                                   |
| 2019 | 94 771          | 272                                   |

Az NDK-ban 1990 tavaszán a szovjet zsidók számára létrehozott humanitárius menedékjog lehetőségét a szövetségi kormány tervei szerint az újraegyesítéssel meg kellett volna szüntetni. Ezek a tervek egyértelmű tiltakozásokat váltottak ki a zsidó közösségek, ellenzéki politikusok, valamint egyházak és szakszervezetek részéről Kelet- és Nyugat-Németországban egyaránt. A tiltakozások nyomására a szövetségi és az állami belügyminiszterek 1991 elején megállapodtak abban, hogy hasonló belépési módot hoznak létre a Szovjetunióból származó zsidók számára az újraegyesített Németországban. A zsidó emigránsok bevándorlása Németországba jelentősen megnőtt a Szovjetunió felbomlása után. 2000 óta a zsidó bevándorlók száma ismét csökken. 1991 és 2004 között mintegy 220 000 zsidó vándorolt be Németországba a FÁK-ból. Az 1990-es években a FÁK-ból bevándorolt 190 000 zsidóból mintegy 83 000 csatlakozott egy németországi zsidó közösséghez. 2004-ben a bevándorlók 85%-a részesült állandó szociális ellátásban magas életkora és gyenge német nyelvtudása miatt.
A peresztrojkáig (amely 1985-ben kezdődött, miután Gorbacsov hivatalba lépett) csak néhány zsidó hagyhatta el a Szovjetuniót. Ahhoz, hogy a visszatelepülők engedélyt kapjanak a Németországi Szövetségi Köztársaságba való kiutazásra, a kérelmezőknek bizonyítaniuk kellett a német kultúrához való kapcsolódásukat. Legtöbben a friedlandi tranzittáboron keresztül jutottak Németországba.
1990 áprilisától egyszerűsített eljárást alkalmaztak a Szovjetunió zsidó állampolgárainak beutazására. Az NDK újraegyesítés utáni kormánya így akart számot vetni azokkal az igazságtalanságokkal, amelyeket az NSZEP-kormány a zsidókkal szemben elkövetett. A belügyminiszterek konferenciájának 1991. január 9-i határozata az NDK utolsó kormányának ezen gyakorlatán alapszik, amely szerint a humanitárius segítségnyújtási műveletek részeként befogadott menekültek intézkedéseiről szóló törvényt (HumHAG) a volt FÁK-országokból származó zsidó emigránsokra is alkalmazni kell. A következő években ezeket a zsidó menekülteket szétosztották Németország szövetségi államaiban és járásaiban.
A zsidó közösségek tagjainak száma gyakran ingadozik családok távozása miatt, akik erről nem tájékoztatják (vagy nem akarják tájékoztatni) a zsidó közösségeket. Vannak olyan esetek is, amikor a zsidók, amint megkapják a német állampolgárságot, elhagyják a zsidó közösséget. Sokan szintén nincsenek kapcsolatban a zsidó vallással. Még akkor is, ha matriarchális vonalon zsidóként ismerték el őket, a Szovjetunióban az államilag elrendelt ateizmus miatt nem ismerhették meg a nyilvánosan gyakorolt vallási életet.
1991 és 2015 között 230 650 zsidó és zsidó hozzátartozó vándorolt be Németországba a volt Szovjetunióból (FÁK), és néhányan újból emigráltak. Elsősorban a FÁK-ból érkező bevándorlás miatt a németországi zsidó közösségek tagjainak száma az 1990-as 29 089 főről 2006-ban a legmagasabb szintre, 107 794 főre nőtt. A FÁK-ból érkező bevándorlók nélkül a tagok száma 2000-re 17 902-re csökkent volna. Ez sok helyen megnövelte a zsidó infrastruktúra (zsinagógák, szabadidős létesítmények stb.) iránti igényt.

### Bevándorlás Izraelből
A 2010-es években jelentős számban vándoroltak be izraeli zsidók Németországba. A háttérben az izraeli politikai és gazdasági helyzet, valamint a németországi alacsonyabb megélhetési költségek állhattak. A fiatalokat elsősorban a nagyvárosok vonzzák. Berlin kozmopolitizmusa miatt különleges vonzerővel bír. A Szövetségi Statisztikai Hivatal adatai szerint 2013-ban 2762 ember költözött Izraelből Németországba. 2012-ben 2579 izraeli költözött a Szövetségi Köztársaságba. Hasonlóan magas érték csak 1991-ben, a második öbölháború idején volt. Ez ellentétben állt a 2013-as 1931-es számmal és a 2012-es 1746-as számmal, akik ellentétes irányban, Németországból Izraelbe költöztek, így a bevándorlás egyértelműen túlsúlyban volt.

## Fordítás
- Ez a szócikk részben vagy egészben  a   Geschichte der Juden in Deutschland című német Wikipédia-szócikk ezen változatának fordításán alapul.  Az eredeti cikk szerkesztőit annak laptörténete sorolja fel. Ez a jelzés csupán a megfogalmazás eredetét és a szerzői jogokat jelzi, nem szolgál a cikkben szereplő információk forrásmegjelöléseként.

## Film
- Prost und L'Chaim. ARD. (Hozzáférés: 2016. november 12.)[halott link]